# Вільям Гау, 5-й віконт Гау
Вільям Гау (англ. William Howe), 5-й віконт Гау (10 серпня 1729 — 12 липня 1814) — британський політик та військовик, який був головнокомандувачем британськими сухопутними силами в колоніях під час війни за незалежність США. Сучасники та історики по-різному оцінюють роль Гау в війні за незалежність США. Деякі автори вважають, що його нерішучість або небажання знищити армію Вашингтона, коли, на їхню думку, така можливість існувала, була одним із факторів програшу Британії. Такі автори висувають різноманітні версії щодо мотивації Гау. Деякі вважають, що на нього вплинули його політичні погляди, оскільки він був членом партії вігів, яка виступала проти війни з колоністами, натомість, наполягаючи на мирному вирішенні конфлікту. Інші вважають, що на нього сильно вплинув досвід облоги Бостону та битви при Банкер-Гіллі, в якій британці, вигравши, понесли великі втрати. Водночас, деякі автори покладають відповідальність за результати кампаній 1775—1778 років не на Гау, а на урядових міністрів.

## Життєпис

### Ранні роки
Вільям Гау народився 10 серпня 1721 року в сім'ї Емануеля Скроупа Гау, 2-ого віконта Гау, та Шарлотти Гау, дочки Софії Шарлотти фон Кільмансеґ, графині Дарлінґтонської, — позашлюбної дочки курфюрста Ганновера Ернста Авґуста, а, відтак, — зведеної сестри британського короля Георга І. Його батько був губернатором Барбадосу, де й помер у 1735 році.
Його сім'я зберегла своє родове місце в Ланґарі, маєток площею 10 000 акрів неподалік від Ноттінгема. Крім того, його мати мала незалежний дохід в розмірі понад 2 250 фунтів стерлінгів на рік, а також користувались підтримкою королівської родини. Все це дозволило Шарлотті Гау забезпечити Вільяму освіту за допомогою тьюторів. На додаток, у 1742 році Вільям розпочав навчання в Ітонському коледжі. У Вільяма були два старші брати, які служили у британській армії: Джордж Гау, 3-ий віконт Гау, офіцер 1-ого гвардійського піхотного полку, та Річард Гау, пізніше — граф Гау, який у 1746 році вже був капітаном військового корабля. На Вільяма також чекала військова кар'єра: у 1746 році він отримав офіцерське звання в легкому драгунському полку герцога Камберлендського, сина короля Георга ІІ, і покинув Ітон.

### Війна за австрійську спадщину
У 1740 році розпочалася війна за австрійську спадщину через порушення ухваленої імператором Священної Римської імперії Карлом VI Прагматичної санкції, яка гарантувала неподільність усіх спадкових володінь Габсбургів. Після смерті Карла VI у 1740 році на австрійські території, які, згідно з Прагматичною санкцією, мала успадкувати його дочка Марія-Терезія, претендували декілька європейських держав. Пруссія претендувала на Нижню Сілезію і висунула війська до кордонів. Франція, Саксонія, Сардинія та Річ Посполита також мобілізували війська, сподіваючись отримати частину австрійських земель. Британія, як гарант Прагматичної санкції, підтримала Марію-Терезію, надіславши у 1741 році війська до Фландрії.
У 1747 та 1748 роках Гау супроводжував свій полк у кампаніях війни за австрійську спадщину на європейському континенті. Після укладення Аахенського миру у 1748 році, легкий драгунський полк герцога Камберлендського повернувся до Англії і, на початку 1749 року, був розформований у Ноттінгемі.

### Подальша служба
У січні 1750 Гау підвищили до звання капітана у 20-му піхотному полку, який тоді ніс гарнізонну службу в Шотландії, і де він служив під командуванням Джеймса Вольфа. У 1756 році Гау отримав звання майора в 60-му піхотному полку. У 1757 він став підполковником 58-ого піхотного полку і разом з полком, який тоді перебував у Ірландії, відбув до Північної Америки, щоб узяти участь у Франко-індіанській війні.

### Франко-індіанська війна
На початку 1750-х років між Британією та Францією виникли конфлікти щодо контролю над територіями в Північній Америці, що призвело до Семирічної війни. У 1749 році французькі війська з Нової Франції зайняли долину річки Огайо, де мешкали ірокези, які згідно з Утрехтським миром 1713 року вважалися підданими Британії. На думку британської сторони, території, населені ірокезами, включаючи долину річки Огайо, належали Британії. Протягом наступних років французи зводили форти та розміщували гарнізони на захоплених територіях. У 1754 році в Північній Америці почалися збройні сутички між Британією та Францією, а в травні 1756 року Британія оголосила війну Франції. Північноамериканський театр Семирічної війни часто називають Франко-індіанською війною.

#### Облога Луїсбурзької фортеці (1758)

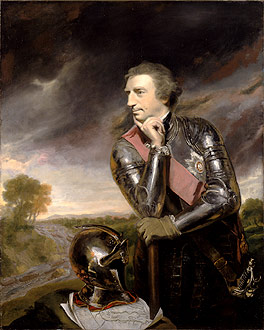
Джефрі Емгерст, портрет, написаний Джошуа Рейнольдсом

Британський уряд планував захопити Луїсбурзьку фортецю на острові Кейп-Бретон у Новій Франції. За задумом тодішнього Державного секретаря Південного департаменту та лідера Палати громад Вільяма Пітта, успішна атака на фортецю мала відкрити британцям доступ до Квебеку. Командування операцією доручили генерал-майору Джефрі Емгерсту, з яким Гау був знайомий з часів війни за австрійську спадщину. На допомогу Емгерсту були призначені три підпорядковані йому бригадних генерала: Джеймс Вольф, Едвард Вітмор та Чарльз Лоуренс. Морську частину операції доручили адміралу Едварду Боскауену.
Гау брав участь в облозі Луїсбурзької фортеці. У червні 1758 року британці відпливли з Галіфакської гавані у напрямку до фортеці. Першим біля неї висадився Джеймс Вольф зі своїми підрозділами, викликавши на себе вогонь французьких військ, що були в окопах по периметру берегової лінії. Едвард Вітмор та Чарльз Лоуренс висадились вслід за Вольфом. Французькі війська відступили до фортеці, залишивши озброєння. У наступні дні британські війська розташовували табір біля Луїсбурзької фортеці, перевозили гармати з кораблів та готувались до її облоги.

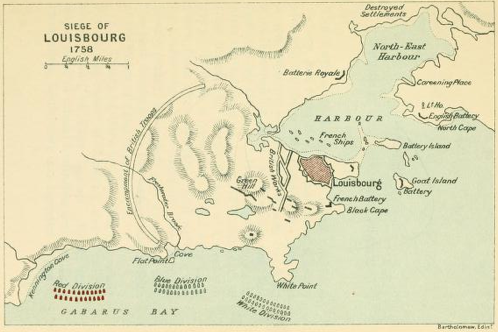
Мапа Луїсбургу під час облоги 1758 року

Джефрі Емгерст у своєму щоденнику так описує роль Гау в цій операції: він командував редутами та 400 солдатами. Джеймс Вольф також схвально відгукувався про Гау, зазначивши, що той очолював «найкраще підготовлений батальйон у всій Америці». Облога Луїсбургу завершилась перемогою британців: 26 липня 1758 року фортеця капітулювала.
У серпні 1758 року, все ще перебуваючи в Луїсбурзі, Гау дізнався про загибель свого брата Джорджа Гау під час невдалої спроби генерала Джеймса Аберкромбі захопити французький Форт-Карійон. Джеймс Вольф писав своєму батькові, як Гау сприйняв смерть брата: декілька днів він відмовлявся їсти, а також не міг витримати, щоб хтось, навіть, його найближчі друзі, був поруч із ним.

#### Битва на Полях Авраама (1759)
У листопаді 1758 року Джефрі Емгерста призначили головнокомандувачем усіх британських військ у Північній Америці замість Джеймса Аберкромбі. У березні 1759 року Емгерст отримав інструкції з Британії щодо кампанії на 1759 рік. Джеймсу Вольфу доручалось захопити Квебек, і на цю операцію він отримав звання генерал-майора. У цій операції Вольф доручив Гау командування батальйоном легкої піхоти.
На захід від Квебеку розташовувалось велике плато, яке називали Полями або Висотами Авраама, — єдине вразливе місце на підступі до міста. Плато знаходилось на 50-75 метрів вище рівня річки Святого Лаврентія. Оскільки скелі, які потрібно було подолати, щоб дістатись до Полів Авраама, вважалися непідступними, лише кілька спостережних постів було виставлено по периметру Полів.

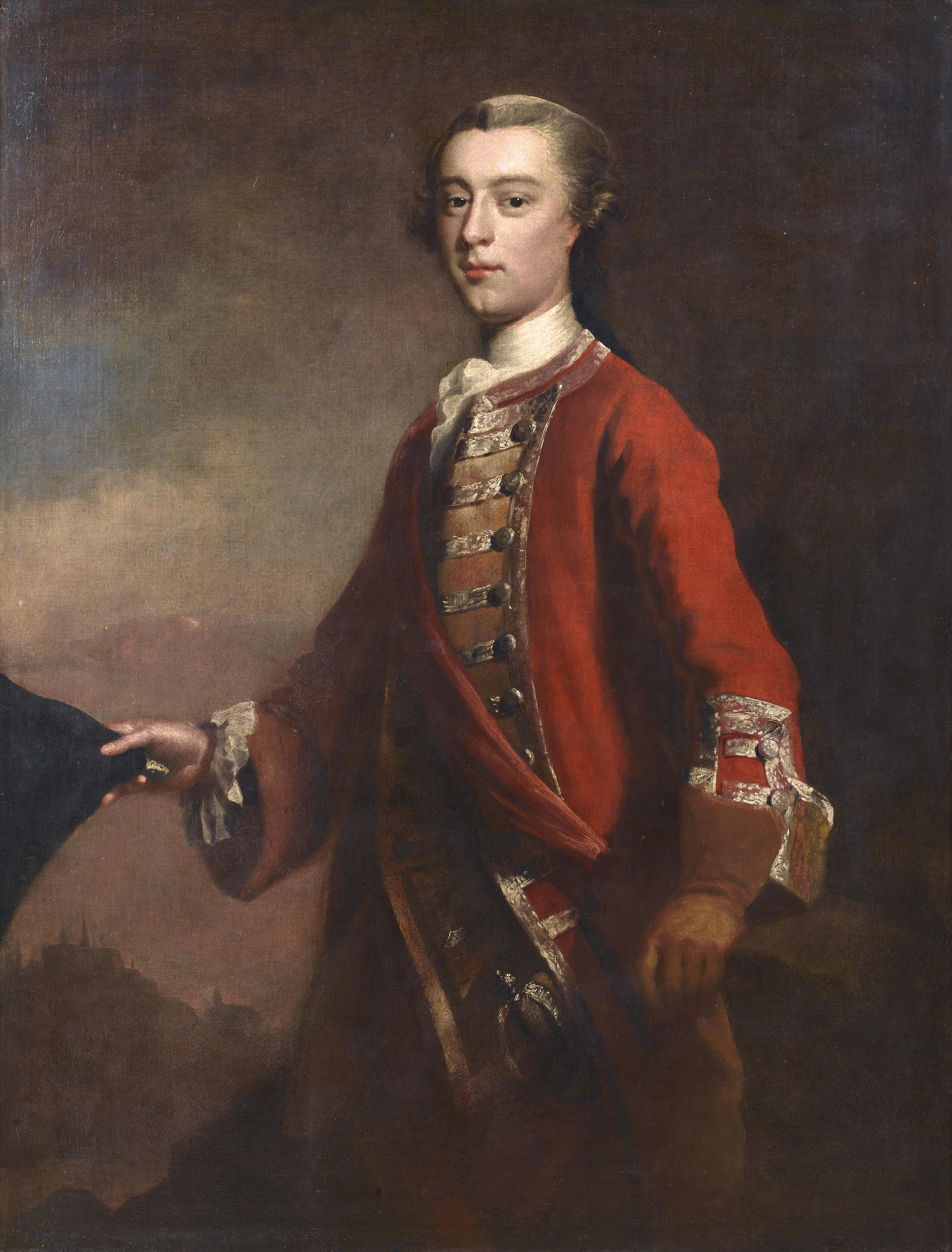
Генерал-майор Джеймс Вольф

У ніч з 12 на 13 вересня 1759 року пара суден із солдатами Гау наблизилась до бухти Анс-о-Фулон у підніжжя скель, які потрібно було подолати, щоб дістатись до Полів Авраама. Солдати разом із Гау висадились у бухті та почали збиратись на скелі. На вершині скелі відбувся бій із французами, і останні відступили. Тим часом, до місця вже прибув Джеймс Вольф, який наказав Гау нейтралізувати канонаду, яка лунала з батареї над рікою. Солдати Гау наближались до французьких артилеристів, постійно здійснюючи постріли, та намагаючись їх нейтралізувати. З часом французькі артилеристи зрозуміли, що їм не вистояти протягом невизначеного часу під постійними пострілами британців, в той час, як вони намагались перезаряджати пушки. Зрештою, канонада була нейтралізована.
Поля Авраама відкрили британцям доступ до Квебеку. Один з капітанів регулярної піхоти Джеймса Вольфа так згадував той день: «Як тільки ми піднялися на вершину, все було тихо, і не було чути жодного пострілу завдяки чудовому поводженню легкої піхоти під командуванням полковника Гау». Вже вдень 13 вересня принаймні 7 британських батальйонів марширували через Поля в бойовому порядку, рухаючись на Квебек за наказом Джеймса Вольфа.

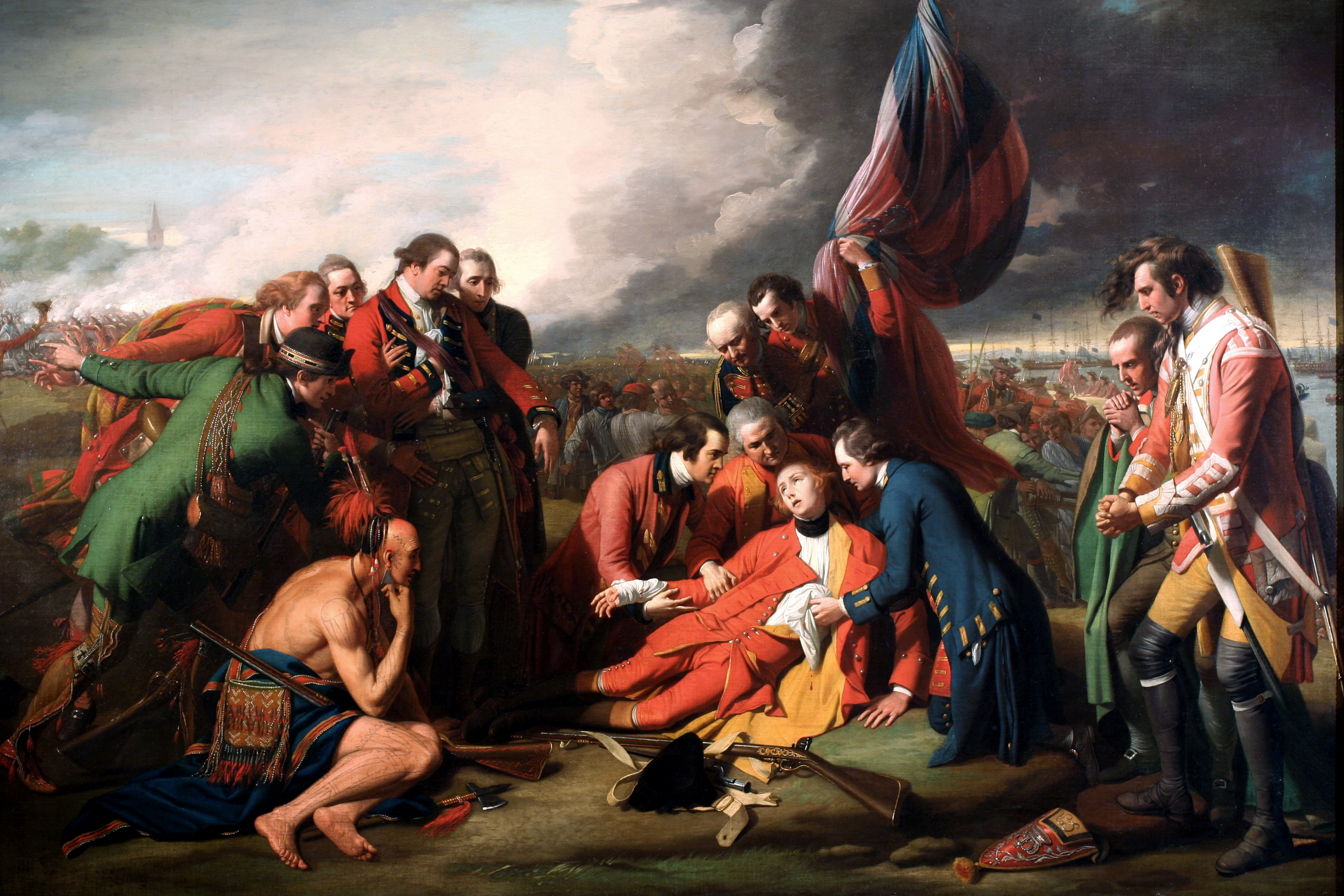
Смерть генерала Вольфа. Картина, написана Бенджаміном Вестом

Французький генерал Луї-Жозеф де Монкальм, головнокомандувач французькими військами у Північній Америці, вирішив дати бій у відкритому полі, сподіваючись на підкріплення. Він виставив французькі війська із канадським ополченням за міські стіни в бойовому порядку. Тим часом французька артилерія почала постріли в бік британських військ. Французькі війська наближувались до британців також здійснюючи постріли. Британці, які стояли роззосереджено, не стріляли допоки французи не наблизились до них на відстань 40 ярдів (36 метрів). Під час битви і Монкальм, і Джеймс Вольф отримали смертельні поранення. Коли французькі солдати, що вижили під час битви, відступили до міста, вони виявили, що в жодного з них не було повноважень взяти на себе командування. Битва завершилась капітуляцією французів.
Джеймс Вольф заповів Гау 1000 фунтів стерлінгів. Після падіння Квебеку, Гау повернувся до командування 58-мим піхотним полком, який залишався у Квебеку під командуванням Джеймса Марі, що замінив Вольфа.

#### Битва при Сент-Фуа (1760)

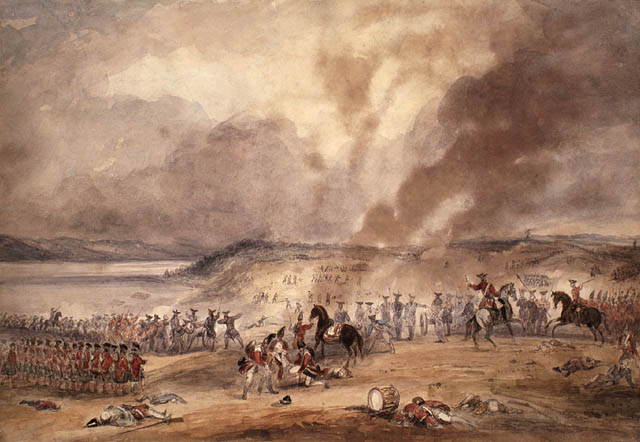
Битва при Сент-Фуа, картина Джорджа Кемпіона

58-ий піхотний полк Гау брав участь у битві при Сент-Фуа. У квітні 1760 року французькі війська по річці на чолі з Франсуа-Ґастоном де Лєві висунулись з Монреалю, щоб повернути Квебек. 27 квітня 1760 року французькі війська дістались селища Сент-Фуа, що знаходилось за декілька кілометрів від Квебеку. Там вони побачили укріплення британських військ. Джеймс Марі вирішив дати бій, побоюючись облоги з боку французів і вважаючи, що його гарнізон в Квебеку не витримає її. 28 квітня 1760 року відбулася битва із значними втратами з обох сторін: французи втратили 193 чоловіка вбитими та 640 — пораненими, серед британців було 259 вбитих та 829 поранених. І хоча британці відступили до міста, французи не змогли організувати облогу міста, оскільки 12 травня 1760 до британців прибуло підкріплення у вигляді військових кораблів.

#### Монреальська кампанія (1760)
На початку 1760 року головнокомандувач британськими військами в Північній Америці Джефрі Емгерст отримав інструкції з Британії — захопити Монреаль. Він запланував розділити армію на три частини та оточити Монреаль зі сходу, півдня та заходу. За його планом, Джеймс Марі мав піднятись до міста по річці Святого Лаврентія та заблокувати шлях до відступу французів по річці. У травні 1760 року Гау отримав наказ від Емгерста посадити солдатів квебекського гарнізону до судна до Луїсбургу. У монреальській кампанії Гау командував бригадою кількох загонів.

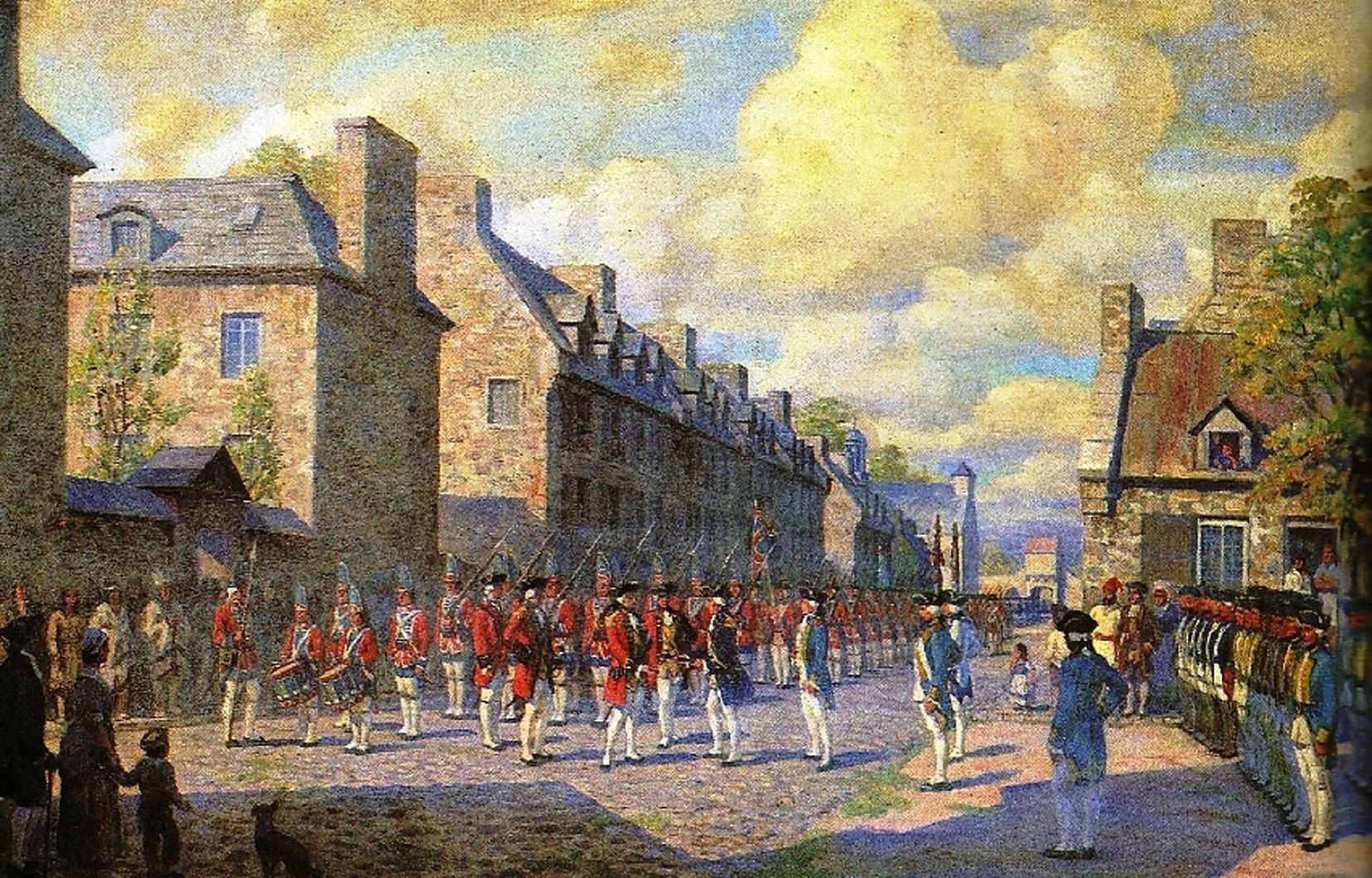
Капітуляція французьких військ у Монреалі

У липні 1760 Джеймс Марі зі своєю армією почав рухатись по річці Святого Лаврентія у напрямку до Монреалю. Марі іноді зупинявся, щоб захопити селища вздовж річки. Як правило місцеві жителі здавали зброю та присягали британській короні. Вільям Гау послав своїх солдатів на берег біля поселення Дешайон (зараз — Дешайон-сюр-Сен-Лоран). Мешканці Дешайону запропонували капітуляцію. Гау послав туди офіцера, щоб той привів їх до присяги. Іноді лунали постріли від французьких військ, однак, Марі не відповідав, щоб не зав'язнути у боях на шляху до Монреалю.
На початку вересня 1760 року армія Джефрі Емгерста прибула до Монреалю та захопила місто майже без спротиву. У той час, як Емгерст обговорював умови капітуляції з губернатором Нової Франції П'єром де Ріґо де Водрьоєм, армія Джеймса Марі висадилась на східному боці острову Монреаль. 9 вересня 1760 року Монреаль капітулював.

### Семирічна війна

#### Захоплення Бель-Ілю (1761)

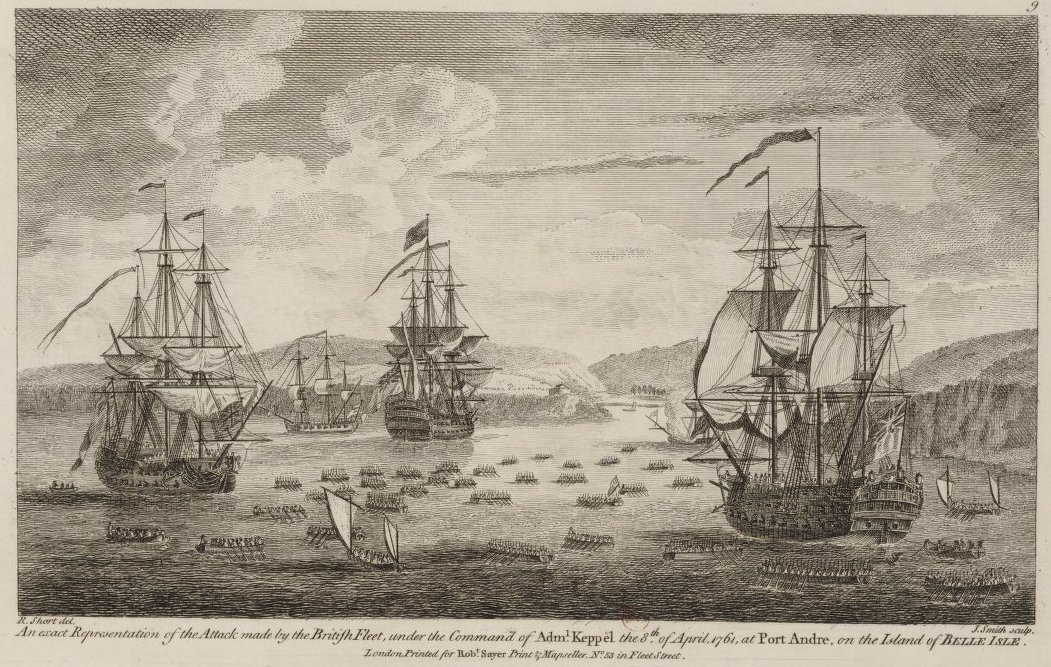
Захоплення Бель-Ілю британським флотом у 1761 р.

Після монреальської кампанії Гау повернувся до Британії, де йому доручили командування бригадою в експедиції до Бель-Ілю — острову в Біскайській затоці біля узбережжя французької Бретані. Вільям Пітт замислював захопити Бель-Іль, щоб відтягнути тисячі французьких військ з Німеччини на захист французького узбережжя. Командування операцією доручили генералу Стадголму Годжсону, а командування ескадрильєю — Оґастесу Кеппелю.
29 березня 1761 року британський флот відплив зі Спітгеду і вже через 9 днів Бель-Іль був у його полі зору. 7 квітня 1761 року флот зайняв позиції в гавані Палє. 8 квітня 1761 року британці невдало штурмували цитадель із французьким гарнізоном, втративши 110 солдат вбитими, 75 — пораненими, 260 — полоненими. 22 квітня 1761 року британці повторно і вже успішно штурмували цитадель. Почалась облога цитаделі, яка тривала до 8 червня 1761, коли французи капітулювали. Під час захоплення Бель-Ілю Гау отримав кульове поранення.
Після захоплення Бель-Ілю Георг ІІІ призначив Гау губернатором острову, але той, через свого брата лорда Гау, звернувся із проханням звільнити його від цієї посади, щоб він міг служити на війні.

### Англо-іспанська війна
У серпні 1761 року Франція уклала з Іспанією Сімейну угоду, яка передбачала альянс між іспанським та французьким королівськими дворами. Існував секретний протокол до угоди, згідно з яким, якщо Семирічна війна не завершиться до 1 травня 1762 року Іспанія вступить у війну на боці Франції. Британський посол в Мадриді безуспішно намагався отримати від Іспанії запевнення, що при укладанні Сімейної угоди наміри Іспанії були мирними. Зрештою, 4 січня 1762 року Британія оголосила війну Іспанії, яка також відповіла оголошенням війни.

#### Облога Гавани (1762)

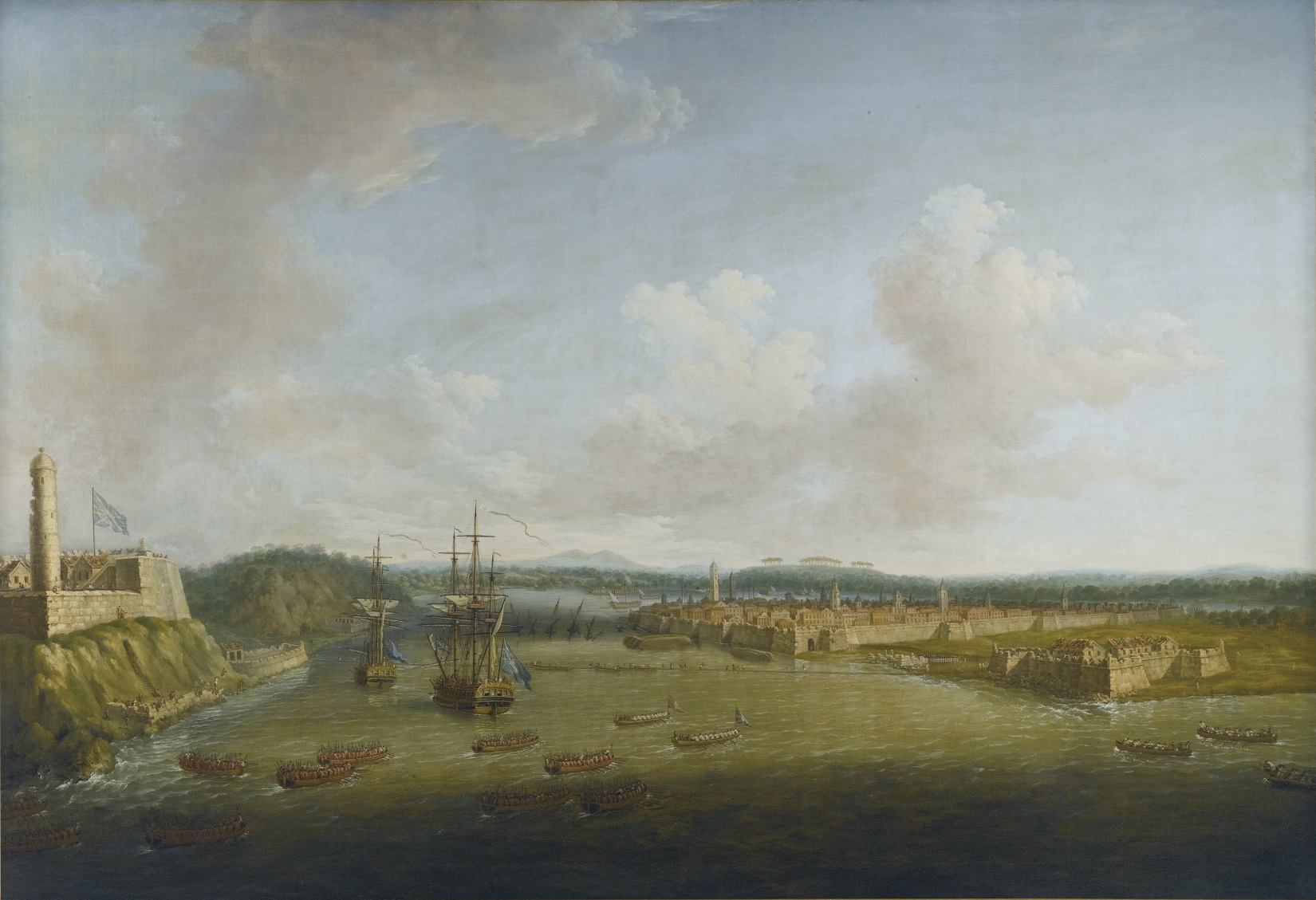
Захоплення Гавани 1762 р., картина Домініка Серреса

У 1762 Гау підвищили у званні до полковника і призначили генерал-ад'ютантом армії, яка вирушала на Кубу. Британський уряд вирішив атакувати Гавану, яка вважалась перлиною іспанських Кариб. Командування операцією доручили Джорджу Кеппелю, графу Олбемарлю. 6 березня 1762 року британський флот відплив з Портсмуту, а вже 20 квітня — дістався до Кариб. Враховуючи підкріплення з раніше захопленою британцями Мартиніки, у розпорядженні Кеппеля було 12-тисячне військо. 7 червня 1762 британські війська висадились за 6 миль на схід від Гавани. Вони захопили височину, з якої можна було атакувати фортець Ель-Морро. Під командуванням, зокрема, Вільяма Гау британцям вдалося ізолювати місто від тилу. 10 червня 1762 року почалась облога Гавани. Через місяць облоги Кеппель втратив третину війська через поранення, жовту лихоманку, малярію та шлунково-кишкові хвороби. У кінці липня-на початку серпня прийшло підкріплення з Північної Америки. 30 липня була підірвана шахта під Ель-Морро, а саму фортецю штурмували. Зрештою, фортеця капітулювала 14 серпня 1762 року.

### Служба в Британії
Після закінчення війни в 1763 році військова кар'єра Гау продовжували йти вгору: він був призначений полковником спочатку 58 піхотного полку, в якому він служив, а у 1764 — полковником 46 піхотного полку, який з 1767 року розташовувався в Ірландії. Оскільки в мирний час його постійна присутність в полку не вимагалась, Гау часто подорожував між Ірландією та Англією. 4 червня 1765 року Гау одружився із Френсіс Коннолі, дочкою ірландського політика, з видатної англо-ірландської родини.
У 1758 році за його відсутності, Гау був обраний членом Палати Громад замість свого загиблого брата Джорджа Гау від ноттінгемського виборчого округу. Гау залишався членом Парламенту до 1780 року. І хоча він іноді відвідував Парламент, здається, що до 1778 року він не виступав у ньому з промовами. Значну роль в обранні Гау до Парламенту зіграла його мати. Після смерті свого старшого сина Джорджа, Шарлотта Гау звернулась до виборців Ноттінгема з листом, в якому написала: «Оскільки лорд Гау [Річард Гау] зараз відсутній на державній службі, а підполковник Гау — зі своїм полком у Луїсбурзі, мені залишається благати про ваші голоси та інтереси на користь того, щоб підполковник Гау міг замінити свого покійного брата, ставши вашим представником у парламенті. Отже, дозвольте мені благати про захист кожного з вас, як матері того, чиє життя було втрачено на службі своїй країні.»
Ґрубер зазначає, що Гау ні з ким послідовно не голосував, окрім як зі своїм братом лордом Гау. Крім лорда Гау, членом Парламенту був також інший брат Гау — Томас Гау. На початку 1771 року троє братів Гау проголосували проти законопроєкту, який дозволяв Ост-Індійській компанії тримати в Британії полк для захисту свого майна в Індії. Відповідно до Флейвел, брати непокоїлись про те, що регулярній британській армії доведеться конкурувати з Ост-Індійською компанією за рекрутів. Крім того, Флейвел пише, що в них були побоювання, що війська Ост-Індійської компанії стануть загрозою свободам британців.
Відповідно до Ґрубера, Гау більше цікавили армійські справи, ніж політика. У 1768 році він отримав посаду лейтенанта-губернатора острову Вайт, яку займав до 1795 року. У 1772 році Гау отримав звання генерал-майора. Напередодні війни за незалежність США він був одним із найактивніших офіцерів британської армії: підтримував сувору дисципліну в своєму полку, а також регулярно здійснював огляд інших полків. У кінці літа 1774 року Гау командував сімома ротами легкої піхоти протягом шести тижнів інтенсивного навчання на Солсберійській рівнині, а також під час військової демонстрації перед королем Георгом ІІІ у Ричмонді.
Виступаючи перед своїми виборцями у 1774 році, Гау засудив політику щодо американців, як невиправдано жорстку, і зазначив, що він би відмовився воювати проти колоністів. Однак вже у січні 1775 року він дав знати прем'єр-міністру Фредеріку Норту, що він згоден служити під командуванням тодішнього головнокомандувача в Північній Америці Томаса Ґейджа. Навесні 1775 року Гау призначили заступником Ґейджа і він вирушив до Америки.

### Війна за незалежність США

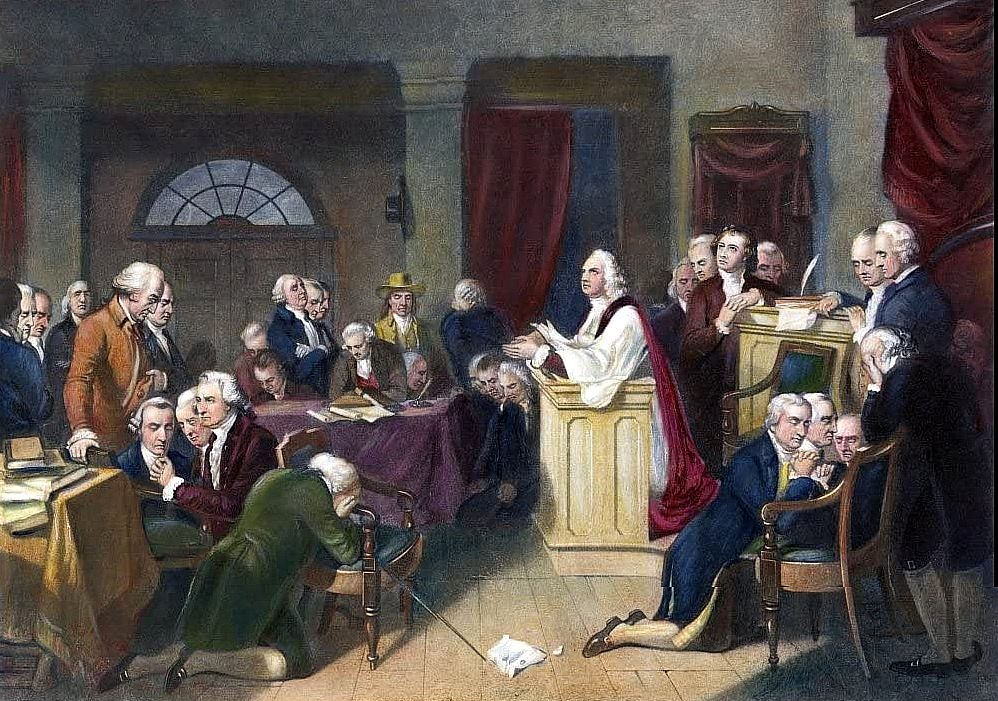
«Молитва Першого континентального конгресу», картина Томпсона Гаррісона Метсена 1848 року

У другій половині 1760-х серед американських колоністів зростало невдоволення політикою британського уряду щодо них. У 1763 році уряд очолив Джордж Ґренвілл, і під його керівництвом головною метою уряду стало врегулювання та захист північно-американських колоній. Уряд Ґренвілла почав здійснювати посилений контроль над північно-американськими колоніями та впроваджувати обмеження. Крім того, британський національний борг сильно збільшився через Семирічну війну, і уряд намагався знизити витрати та збільшити доходи, піднявши податки та посиливши контроль за виконанням митних законів. Британські кораблі почали патрулювати американські води, щоб запобігти контрабанді. У 1764 році був прийнятий Цукерний закон, яким, хоч і знижувався митний збір на мелясу, але посилювались заходи щодо нагляду за виконанням сплати збору. Американські колоністи були приголомшені прийняттям закону, а також висловили протест, оскільки, меляса була основним інгредієнтом рому, і бостонські торговці стверджували, що закон стане смертельним ударом для торгівлі в колоніях. Законодавчі збори в Нью-Йорку та Массачусетсі почали заперечувати право британського Парламенту оподатковувати американських колоністів.

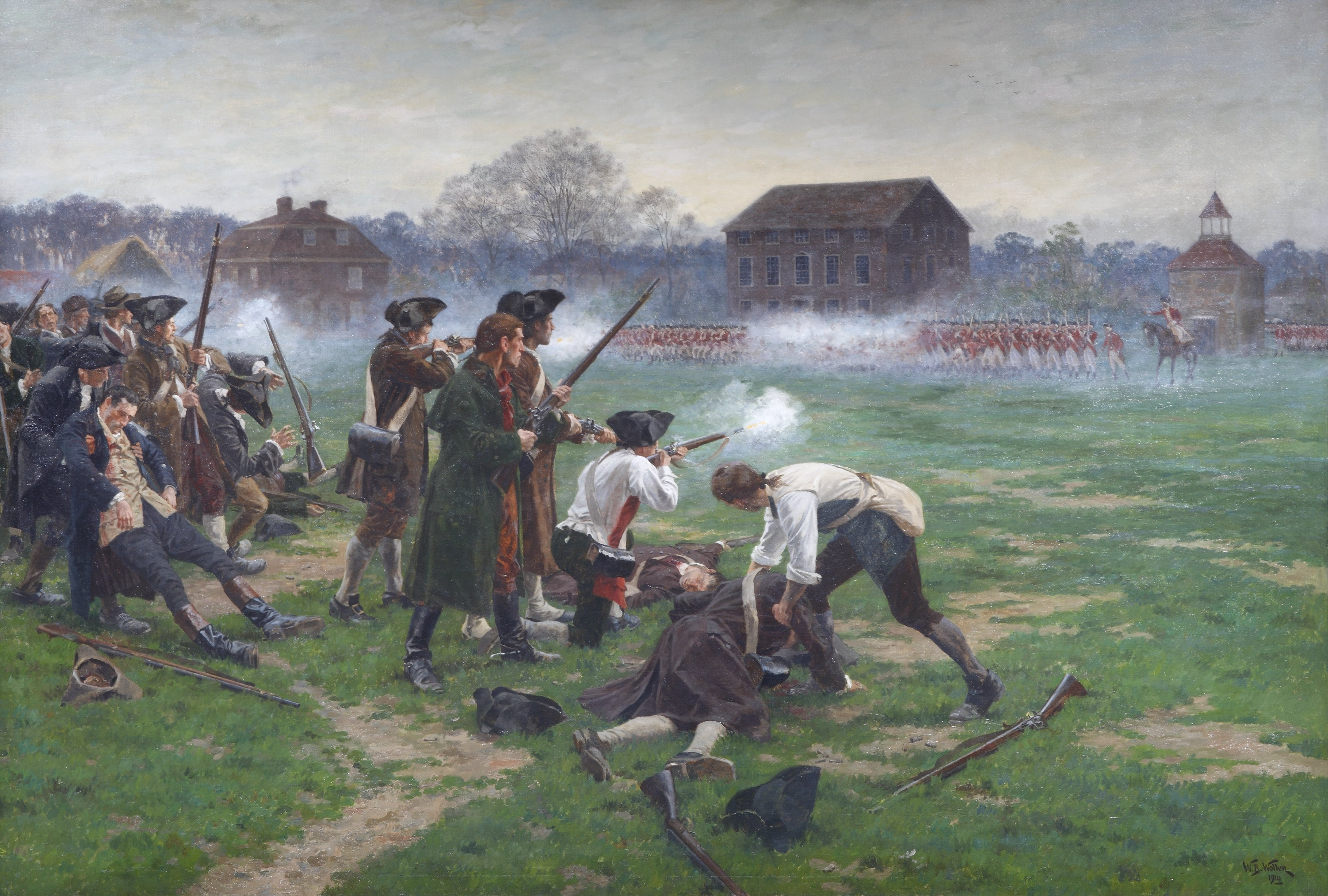
Битва біля Лексінгтона, зображена на картині Вільяма Барнса Воллена 1910 року

У 1765 році Парламент прийняв Акт про гербовий збір, частково, щоб затвердити законодавче верховенство над колоніями. Актом запроваджувались податки на випуск газет, книг, оформлення або засвідчення документа в північноамериканських колоніях. Акт викликав насильницькі дії з боку колоністів: розлючений натовп увірвався до дому збирача податку та повісив його. У 1770-х уряд Фредеріка Норта скасував майже усі митні збори з колоністів, окрім митного збору на чай. У 1774 році представники колоній зібрались на конгрес, який став відомим як Перший континентальний конгрес, де ухвалили рішення добиватись скасування всіх британських північно-колоніальних законів, прийнятих з 1763 року, а також не експортувати товари до та не імпортувати їх з Англії. У 1775 році Парламент скасував Акт про гербовий збір, але прийняв Декларативний закон, який затверджував право Парламенту оподатковувати американські колонії. Однак напруження зростало, і вже у квітні 1775 року в Лексінгтоні були здійснені перші постріли.
Разом із Гау до Америки відправили ще двох генерал-майорів: Джона Бергойна та Генрі Клінтона. Усі троє прибули до Бостона 25 травня 1775 року. На цей час колоністи вже воювали з британськими військами в Лексінгтоні та Конкорді та оточили їхню армію в Бостоні. 12 червня 1775 року Гау написав своєму братові лорду Гау листа, в якому окреслив план завершення війни в Америці: він вважав план тодішнього головнокомандувача Томаса Ґейджа завоювати Массачусетс занадто небезпечним, натомість, він пропонував утримувати Бостон, блокувати порти Нової Англії, а також здійснити наступ у долинах річок Гудзон та Коннектикут. Лорд Гау розповів про цей план Джорджу Джермейну, очільнику Ради торгівлі, яка займалась питанням північно-американських колоній.

#### Битва при Банкер-Гіллі (1775)

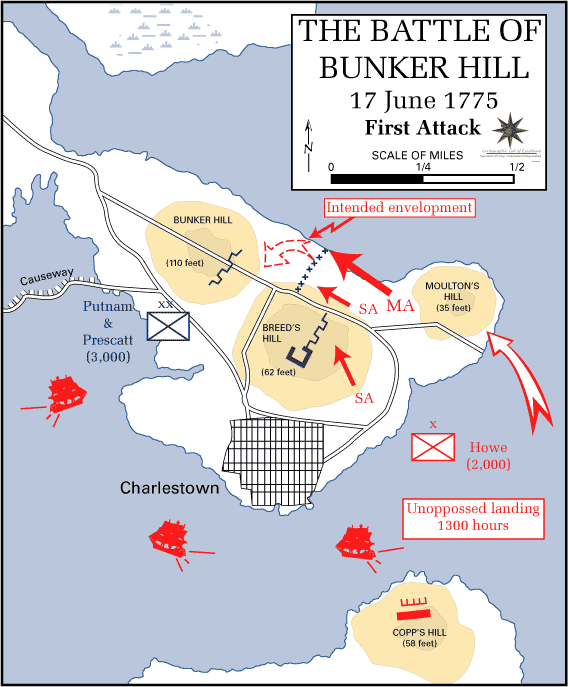
Перша атака на Банкер-Гілл

16 червня 1775 року генерал континентальної армії Артемас Ворд наказав полковнику Вільяму Прескотту малими силами захопити біля Чарлстауну (тоді — біля Бостону) височини, які називались Банкер-Гілл, та закріпитись на них. Однак Прескотт зайшов за Банкер-Гілл на височину Брідз-Гілл, де звів редут. 17 червня 1775 року Гау отримав наказ від Ґейджа захопити височину і вибити звідти континентальну армію. У цій битві на боці континентальної армії Гау протистояв Ізраель Патнем, який воював на боці британців під командуванням Джефрі Емгерста у Франко-індіанській війні, а також воював разом із Гау на Карибах. Гау висадився на південному боці чарлстаунського півострова з 1000 солдатами. На невеличкому пагорбі справа британці встановили 12-фунтову гармату. Бергойну та Клінтону було наказано залишатись на бокових лініях.
Британці піднімались на височину трьома колонами, із правою колоною, очолювану Гау. За планом Гау, усі три колони мали дістатись редуту одночасно, і атакувати його з трьох сторін. Однак колона Гау зустріла вогонь з боку колоністів: солдати континентальної армії, зачекавши коли британці наблизяться на достатню відстань, відкрили вогонь. Після першого шквалу вогню Гау намагався переформувати колону та далі вести в бій, однак вогонь від колоністів був настільки сильним, що це виявилось неможливим, і рештки його колони відступили.

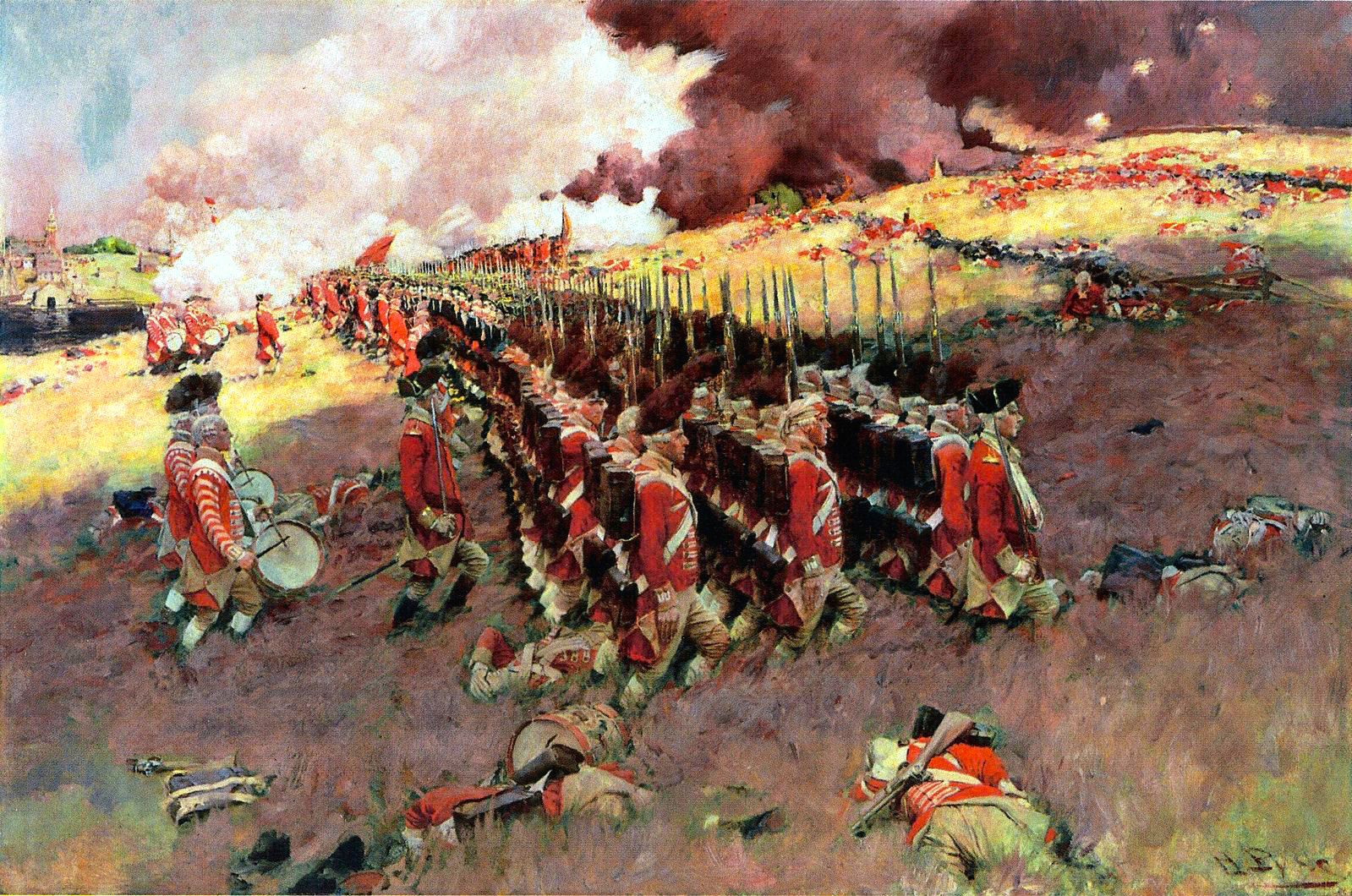
«Битва при Банкер-Гіллі», картина Говарда Пайла 1897 року

Гау здійснив третю спробу із рештою своєї колони піднятись на височину і на цей раз це йому вдалося. Тим часом колоністи також атакували ліву та центральну колони: ліву колону атакували снайпери з домівок Чарлстауну, а центральна колона була настільки розбита, що на допомогу прийшов Генрі Клінтон з тим, щоб реорганізувати колону та підготовити її до останньої атаки. Зрештою британці атакували редут зліва, зайняли височину, вичавивши солдат континентальної армії, які, відступаючи, залишили кілька гармат. Однак в ході битви британці зазнали тяжких втрат: 226 вбитими та 828 пораненими, що складало біля 40 відсотків задіяних військ.

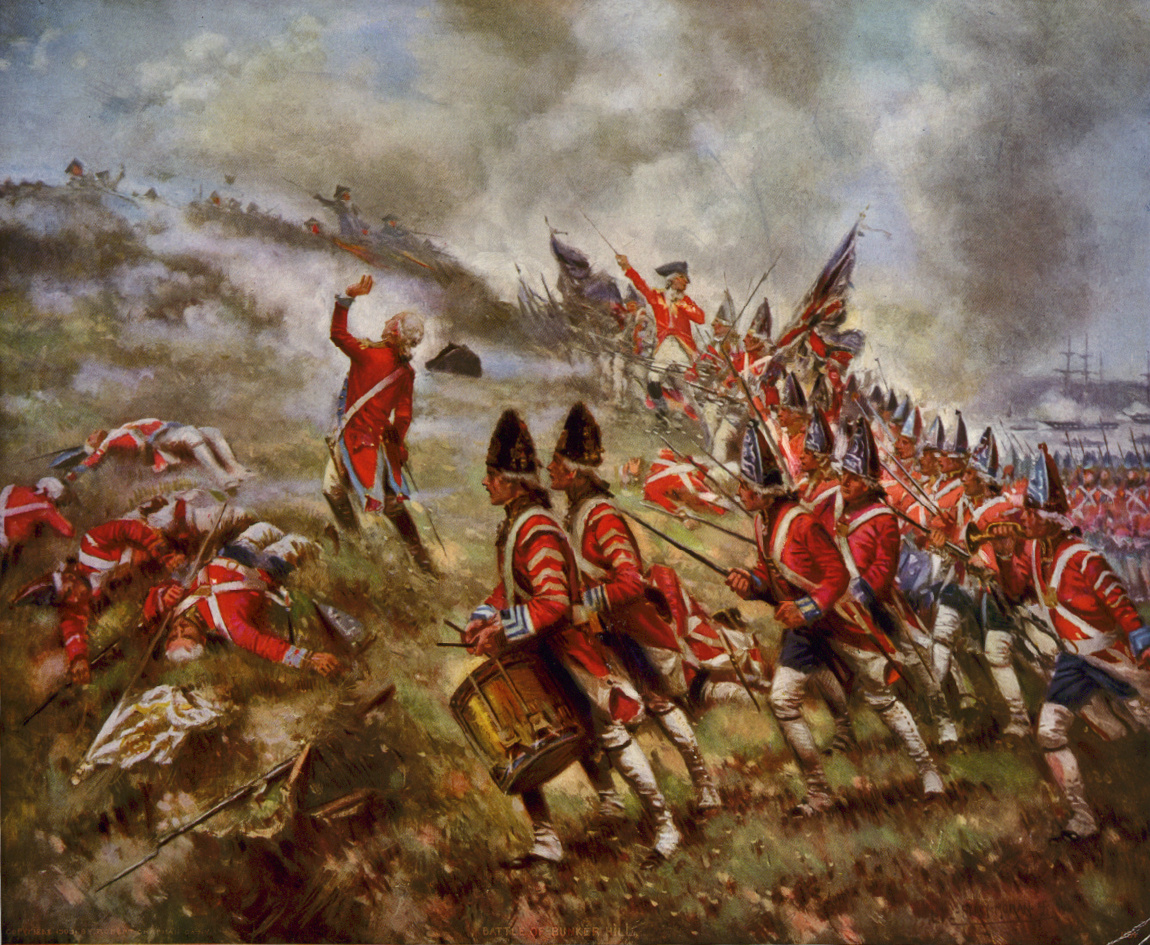
Зображення битви при Банкер-Гіллі Персі Мораном, 1909 р.

Генрі Клінтон вмовляв Гау переслідувати рештки континентальної армії, які відступили з височини, але той відмовився і повернувся до Бостона. Це був початок непорозумінь між ним та Клінтоном. У листі своєму братові Гау так пояснював своє рішення не вдаватись до переслідування американців: «Солдати були настільки знесилені, і було втрачено так багато офіцерів, що неможливо було здійснити таке енергійне переслідування, якого можна було б очікувати». Гау називав день битви «нещасливим днем», а інші коментували, що британська армія не може дозволити собі ще однієї такої перемоги.
Деякі коментатори вважали ідею прямо атакувати редут «кримінально» дурною. Андерсон покладає відповідальність за результат битви не на Гау, а — на Ґейджа. Він вважає, що результат битви був похідним від первісної помилки британців — незайняття Чарлстауну, за що покладає відповідальність на Ґейджа, як головнокомандувача.
Деякі автори вважають, що результат битви при Банкер-Гіллі вплинув на подальшу поведінку Гау в цій війні. Джордж Отто Тревельян писав, що через досвід битви Гау часто втрачав «радісні впевненість і бажання довести справу до негайного кінця» в ті моменти, коли вони були особливо потрібні. Андерсон, цитуючи Генрі Лі, писав, що сумний та вражаючий досвід битви контролював поводження Гау в його наступних операціях.

#### Облога Бостону (1775—1776)
Після битви при Банкер-Гіллі Томас Ґейдж організував окремий штаб для Гау. З того часу було два штаби: один в Бостоні під командуванням Ґейджа, інший — у Чарлстауні, де головував Гау. З тих пір загальні накази надходили з обох штабів. Британський уряд у серпні 1775 року відізвав Ґейджа до Британії. Гау замінив Ґейджа, ставши головнокомандувачем британських військ у Північній Америці.

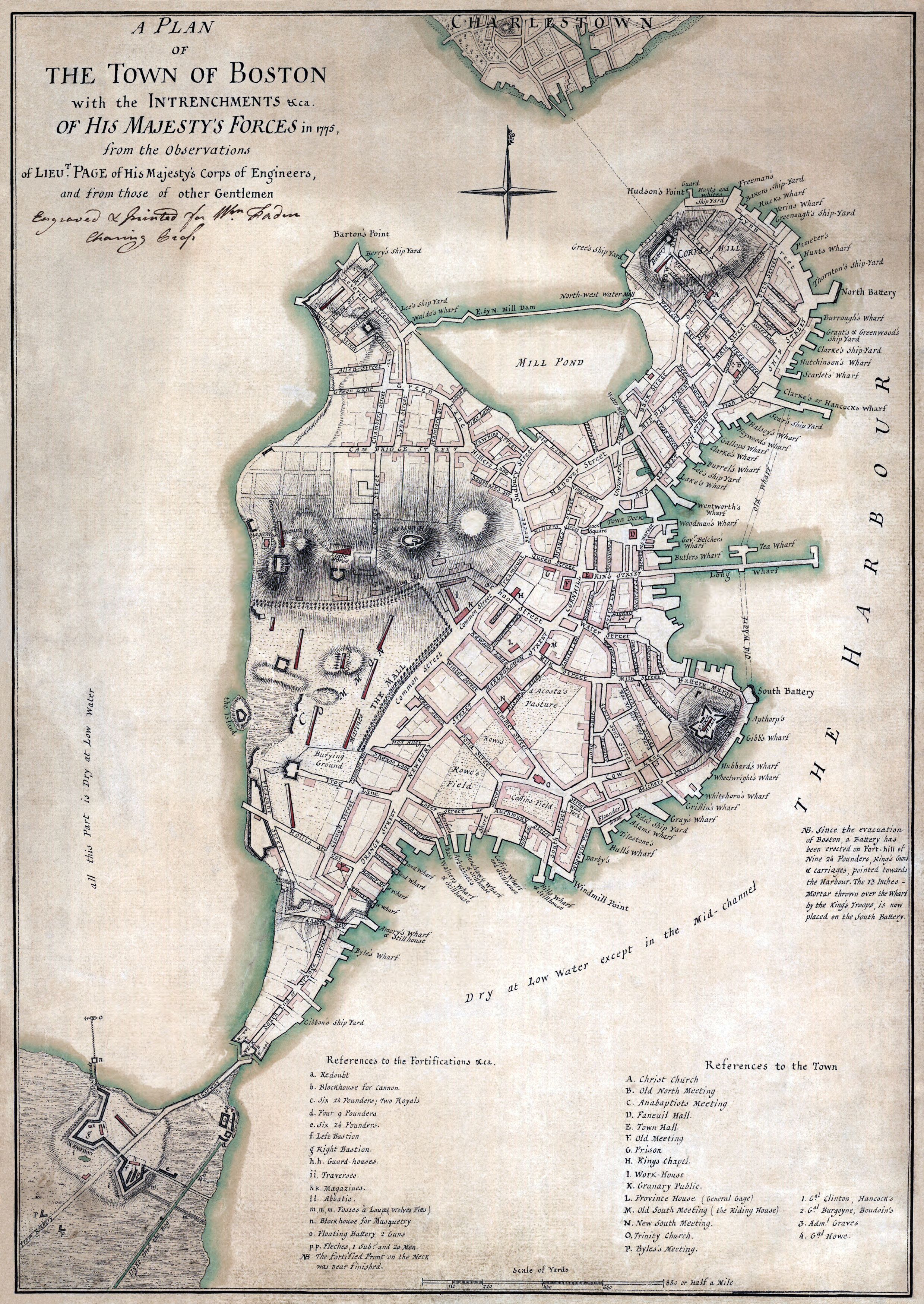
Британська оборона в Бостоні, 1775 р.

Тим часом продовжувалась облога Бостону з боку континентальної армії, до міста залишався тільки морський шлях. Британці закріпились на Банкер-Гіллі та продовжували утримувати височину. Відповідно до американського історика Джорджа Банкрофта, у місті залишалось не більше 6500 британських солдат. У листопаді 1775 року Гау отримав від лорда Дартмута, Державного секретаря зі справ колоній, наказ евакуюватись з Бостона. Однак на той час Гау вважав за неможливе виконати цей наказ через погоду та брак транспорту. Джордж Джермейн, який замінив лорда Дартмута на посаді, схвалив рішення Гау зачекати з евакуацією.

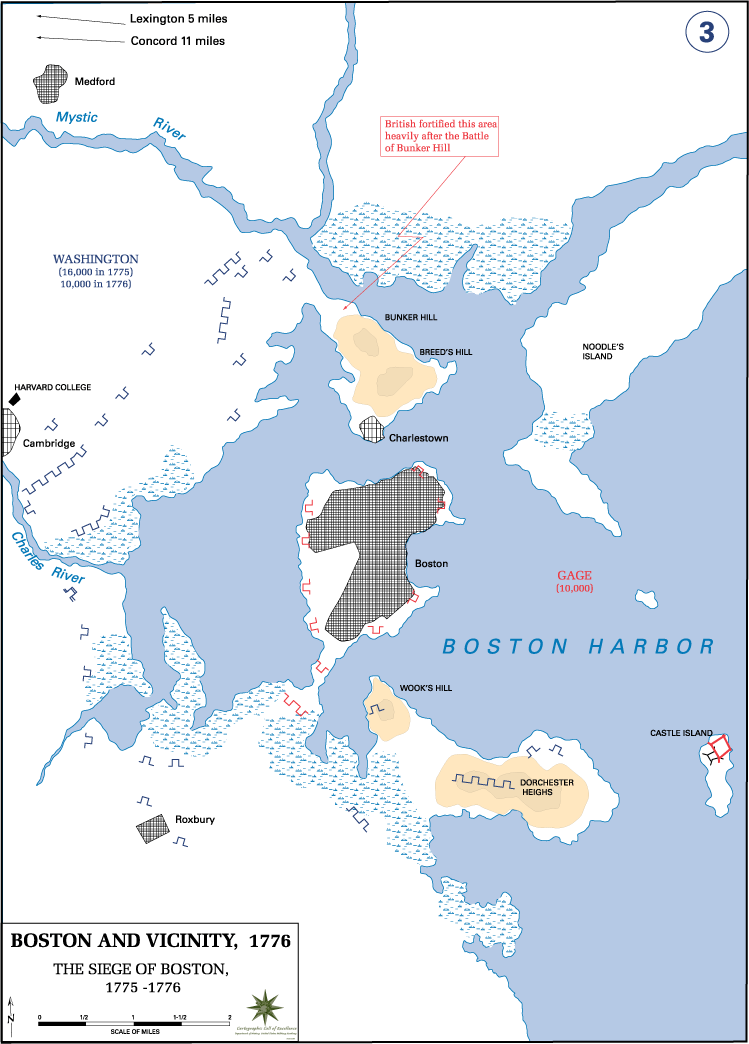
Облога Бостону 1775—1776

Гау зайняв вичікувальну позицію: він вважав Бостон непридатною базою для військових операцій та замислював евакуацію, коли прибуде транспорт. Американці не спішили атакувати Бостон через брак військ, зброї та фінансування. Тим часом життя в місті ставало дедалі тяжчим: спалахнула віспа, а також, як солдати, так і цивільні страждали на цингу. Крім того, під час холодних місяців була нестача пального, розкрадання дров солдатами каралось смертю, і декілька викрадачів дров були повішені. Загалом, взимку 1775 року розкрадання солдатами стало поширеним явищем. На додаток, серед британських солдат поширювалось дезертирство. Криза з пальним продовжувалась до 19 січня 1775 року, коли до Бостона прибув корабель із вугіллям. Британська армія і цивільні також страждали він нестачі продуктів харчування, оскільки звичайний шлях постачання — з сільської місцевості, був недоступним. Час від часу до Бостону заходили судна з продуктами харчування, однак ціна була дуже високою. Відповідно до Андерсона, досвід із дефіцитом харчування мав навіть триваліший вплив на Гау ніж битва при Банкер-Гіллі: перед наступними операціями він виявляв перебільшену тривожність щодо достатності постачання, зокрема, харчів.
Водночас Гау проводив свій вільний час вдаючись до азартних ігор. Крім того, у Гау, як зазначають деякі автори, зав'язались стосунки із Елізабет Лорінґ — дружиною аукціоніста та лояліста Джошуа Лорінґа. Пізніше Гау призначив Джошуа Лорінґа очільником в'язниць. Стосунки між Гау та Лорінґ стали предметом сатиричних творів як британців, так і американців. Однак, як зазначає Фішер, приватне життя Гау не заважало його відданості боргу, а також не зменшило поваги до нього серед його людей. Водночас Флейвел скептично ставиться до історії про стосунки між Лорінґ та Гау. Вона зазначає, що стосунки між ними не могли виникнути до битви при Банкер-Гіллі, як про це розповідається, оскільки, у той час коли Гау прибув до Бостона Лорінґ була на четвертому місяці вагітності, і народила 13 жовтня 1776 року. «Як швидко після пологів у матері виникне спокуса вчинити подружню зраду, залишимо уяві читача. Якби їхній роман почався в Бостоні, як завжди стверджувалося, у них було лише п'ять місяців між народженням дитини та евакуацією британців з міста», — пише Флейвел.

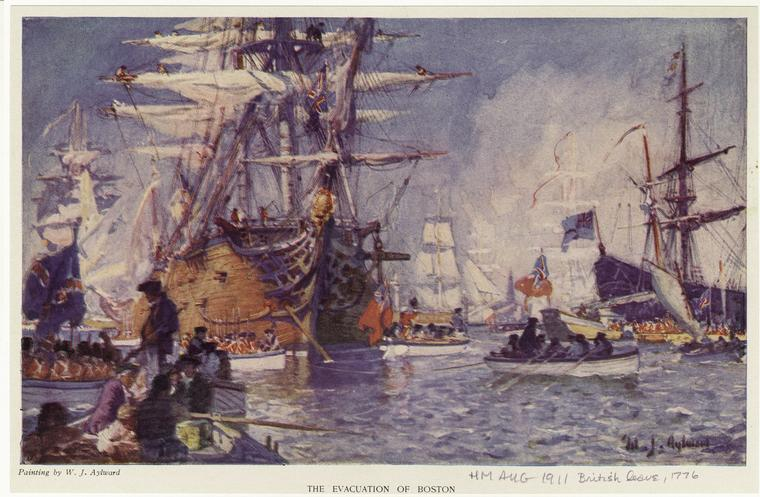
Зображення евакуації з Бостону, 1911 р.

Навесні 1776 року суттєво збільшилось постачання пороху до континентальної армії, а також прибуло важке озброєння з форту Тайкондерога. 2 березня 1776 Джордж Вашингтон, який тепер очолював армію, що тримала Бостон в облозі, почав бомбардування міста. Постріли лунали до ночі 4 березня. Під прикриттям бомбардування солдати континентальної армії захопили стратегічну височину Дорчестер-Гайтс та закріпились на ній. Гау збирався атакувати позиції американців на Дорчестер-Гайтс, але йому завадив шторм. Гау дав знати бостонцям, що збирається евакуюватись. Ці новини дійшли до американців, і Вашингтон припинив вогонь. Завантаження британських військ на судна зайняло два тижні. 17 березня 1776 року Гау разом з британською армією та 1100 лоялістами, включаючи Елізабет Лорінґ та її чоловіка, відплив з Бостону до Галіфаксу, залишивши великі запаси озброєння. Не дивлячись на накази Гау, значна частина цього озброєння не була знищена.
Гау критикували за бездіяльність та нерішучість у Бостоні. Критика, зокрема, лунала від Генрі Клінтона, а також від американців. Партрідж вважає, що з боку Гау було недбалістю не зайняти височину Дорчестер-Гайтс та не закріпитись на ній за час облоги Бостона. Однак деякі автори вважають дії Гау розумними. Так, Андерсон зазначає, що якби Гау евакуювався у листопаді 1775, як йому наказував лорд Дартмут, це означало б, що мала бути зимова кампанія, до якої солдати 18 століття не були готовими. Крім того, він вказує на те, що залишаючись у Бостоні Гау зберіг війська, які потім були задіяні в літній кампанії 1776 року. Урбан також погоджується, що негайна евакуація була неможливою, і, вказує на те, що британський уряд не поставив перед Гау чітких цілей.

#### Нью-йоркська кампанія (1776)
2 квітня 1776 року Гау із військами прибув до Галіфаксу. У місті не було достатньо приміщень для розташування його армії, і багато солдатів залишались на суднах. У Галіфаксі Гау чекав на постачання необхідного приладдя, харчових продуктів та підкріплення. Гау писав до профільного міністерства, що кораблі зі запасами, на які він очікував, мають бути у супроводженні воєнізованої охорони, інакше, був ризик захоплення їх американцями.
25 квітня 1776 року Гау писав, що американці захопили судно із взуттям та вовняним одягом для його солдат. Він також доповідав, що Вашингтон із частиною військ покинув Бостон та рухався до Нью-Йорку, в той час, як залишені у Бостоні війська зводили фортифікації. Гау додав, що американці, «охоплені ідеєю переваги після евакуації з Бостона, можуть бути скоріше готовими до рішучих дій», ніж до припинення боротьби та війни в цілому.

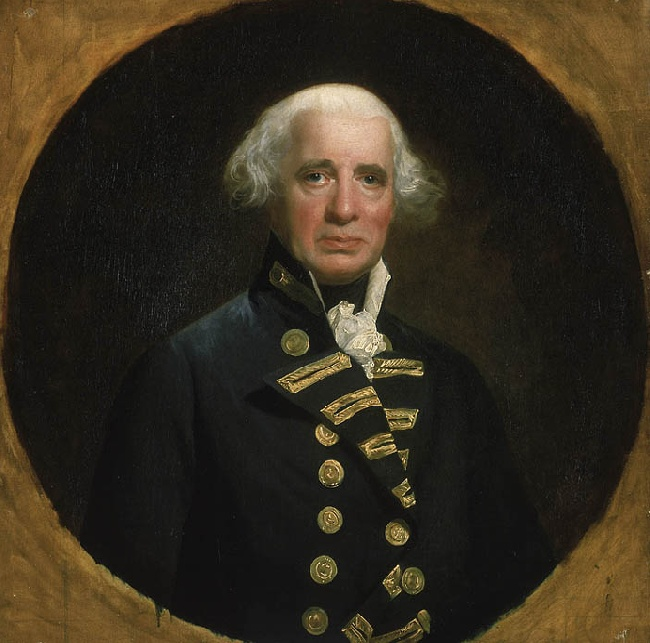
Адмірал Річард Гау, з гравюри Р. Данкартона, за картиною Джона Сінглтона Коплі

11 червня 1776 року армія відпливла з Галіфаксу до Нью-Йорку, а вже 3 липня 9000 солдат висадились на Стейтен-Айленді. В той час Вашингтон вже займався зведенням оборони в Нью-Йорку, але Стейтен-Айленд залишився поза його планом оборони. На Стейтен-Айленді Гау зустрічався із лоялістами, які у значній кількості прибували туди, щоб привітати британську армію. 12 липня 1776 туди прибув брат Гау адмірал Річард Гау разом із військами, включаючи 10 000 гессенських найманців. Адмірал Гау також привіз мирні пропозиції. Разом із підкріпленням, привезеним адміралом, Гау мав у своєму розпорядженні значне військо. Відповідно до Вілкіна та Урбана, розмір війська сягав 25 000. Партрідж писав, що у британців було 10 000 моряків та 32 000 сухопутних сил.
Річарду Гау було категорично заборонено вести переговори з представниками будь-якої території, з якою не було оголошено миру. Водночас він не міг оголошувати мир із колонією, графством чи містом доки, відповідно в ній чи в ньому, не будуть розпущені незаконні (з точки зору британського уряду) з'їзди (конгреси), збройні формування, здані укріплення, королівським чиновникам дозволено повернутись до своїх обов'язків, а місцеві збори, сумлінно пообіцявши дотримуватись законів Парламенту, звернулись із проханням скасувати закон, яким заборонялась торгівля між Англією та Тринадцятьма колоніями.
13 липня 1776 року британці відправили до Вашингтона офіцера з листом із наміром розпочати мирні переговори. Вашингтон відмовився від листа, і тоді, офіцер передав інформацію усно. На що Вашингтон відповів, що, наскільки він зрозумів, брати Гау були уповноважені лише дарувати помилування, а ті, за ким не має вини, його не потребують. «Ми лише захищаєм те, що вважаємо своїми неоспорюваними правами», — сказав він.

##### Лонг-айлендська битва

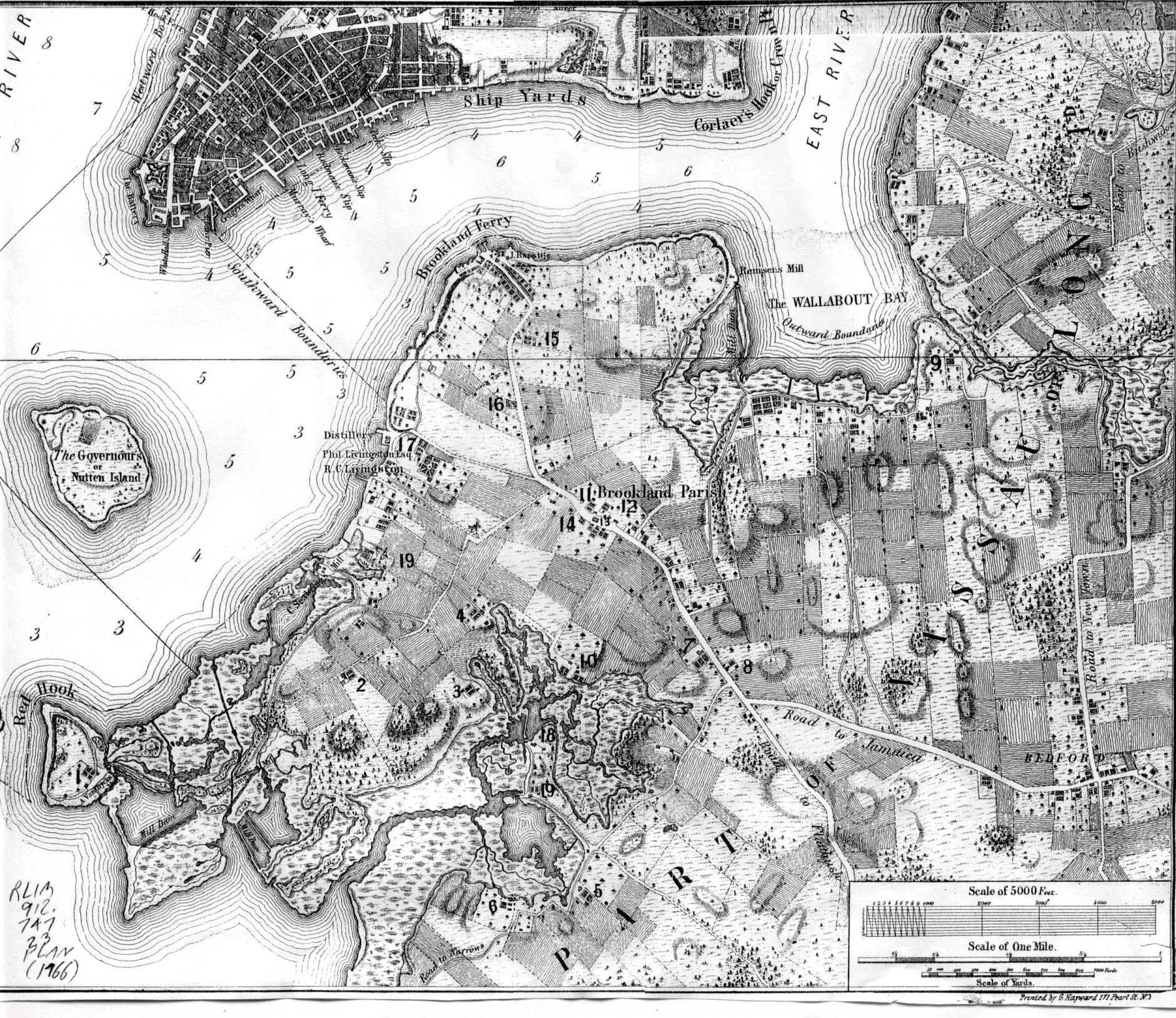
Американські укріплення в Нью-Йорку

Гау організував війська у сім бригад та резерв. Крім того, в його розпорядженні дві дивізії гессенців. Він вирішив атакувати американські сили на Лонг-Айленді. 22 серпня 1776 року Гау висадив війська у затоці Ґрейвсенд і впродовж наступних чотирьох днів проводив рекогносцирування позицій американців. 26 серпня 1776 року Генрі Клінтон з резервом та однією бригадою почав рухатись до лівого флангу американських сил, Гау слідував за ним. 27 серпня 1776 року Гау вже був на тильному боці лівого американського флангу. Гау планував захопити шлях до американських укріплень на височині Ґованус-Гайтс. Удосвіта британці з'явились перед укріпленнями американців та відкрили артилерійський вогонь. Водночас, війська під командуванням Гау та Клінтона відрізали шлях відступу для американців. Правий фланг американців дав бій, однак в умовах переваги британських військ вони відступили через болота до укріплених позицій в Брукліні.

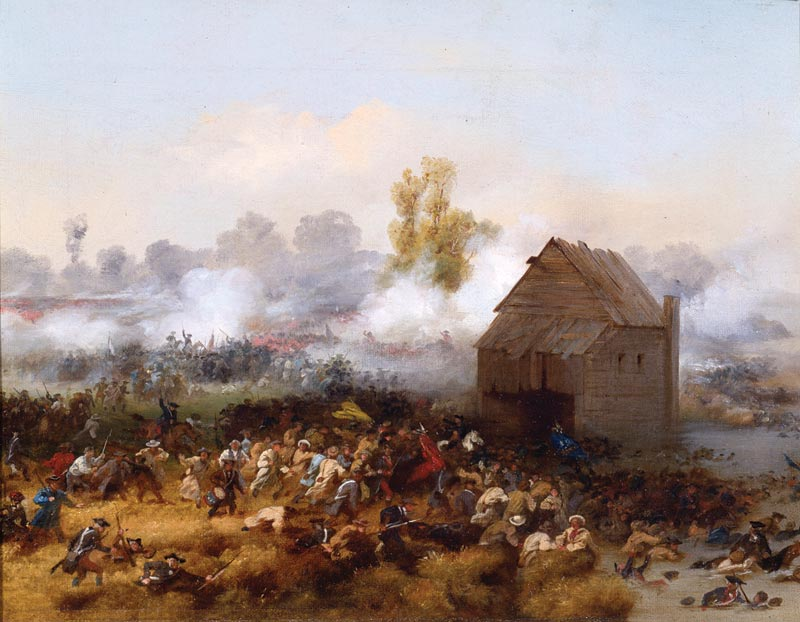
«Лонг-айлендська битва», картина Алонзо Чаппела,1858 р.

У Лонг-айлендській битві американці втратили біля 2000 людей. Британцям вдалося захопити трьох американських генералів, 71 офіцера, 1006 солдатів та 32 гармати. Британці втратили 63 людей вбитими (включаючи 3-х офіцерів), і 298 — пораненими.
Після захоплення Лонг-Айленду Гау зупинився і не пішов атакувати лінію оборони на височині Бруклін-Гайтс. «Я б не став ризикувати наразитись на втрати, які могли бути зазнані під час атаки», — пізніше пояснював своє рішення Гау. Водночас, Клінтон та інші офіцери вважали, що захоплення цієї лінії оборони не несло великих ризиків. Американці теж були спантеличені поведінкою Гау. Після лонг-айлендської битви американський генерал Ізраель Патнем писав: «Генерал Гау або наш друг, або не генерал… якби він одразу довів до кінця свою перемогу, наслідки для справи свободи мали б бути жахливими».
Девід Сміт вважає, що метою Гау в цій битві було завдати удару по моральному духу американців, але так, щоб цей удар не був занадто сильним. Історик Джеремі Блек вважав лонг-айлендську битву втраченою можливістю, а Джон Кіґан вважав, посилаючись на характер воєнних дій 18 століття, що Гау міг просто чекати, коли Вашингтон капітулює. Вашингтон, скориставшись перервою, 28-29 серпня евакуював війська з Брукліну на Мангеттен.

##### Висадка в Кіпс-Бей

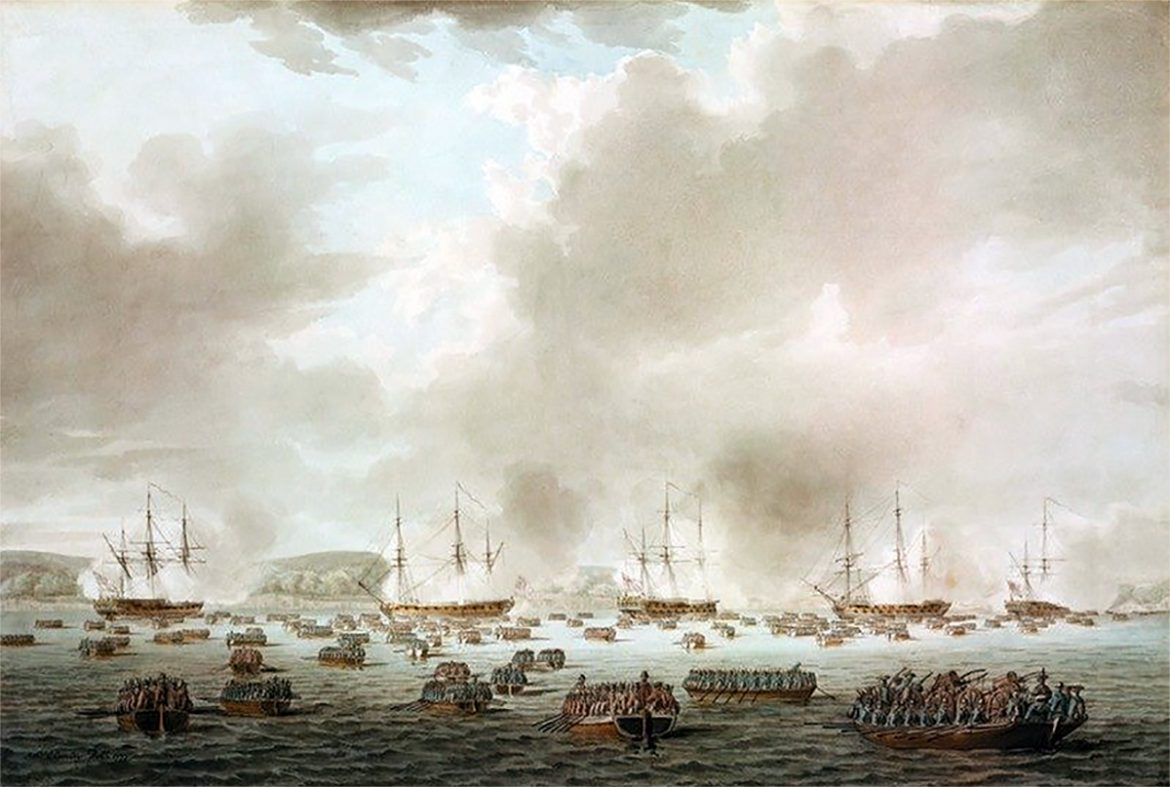
Висадка британців у Кіпс-Бей, робота Роберта Клівлі 1777 р.

Наступним завданням Гау було перемістити британські війська до Мангеттену. Відкинувши ідею зайти через тильний бік Мангеттену або через Вестчестер, Гау пропонував висадитись у Кіпс-Бей — позиції, яка розташовувалась на тильному боці основних військ Вашингтона. Три військові кораблі виконували відволікаючий маневр нагорі по Норт-рівер. Підготовка до висадки була завершена 15 вересня 1776. Генрі Клінтон не схвалював план, вважаючи, що краще було б висадитись у Моррісанії і окупувати височини Фордгема, таким чином запобігши евакуації з Мангеттену через район Кінґзбрідж.
Гау критикували за затримку у наступі на Мангеттен після лонг-айлендської битви. Водночас Андерсон вважає, що затримка була виправданою: він вказує на те, що Гау вважав, що більшість континентальної армії не була задіяна в лонг-айлендській битві. Крім того, Андерсон зазначає, що обставини вимагали обережного та детального планування, оскільки, перед британськими військами було завдання висадки перед укріпленими позиціями американців, і водночас не було обставин, які б виправдали атаку з ходу. Щодо можливості розбити континентальну армію атакою сходу, Андерсон писав, що не має впевненості, що атака сходу призвела б до повного розбиття американців, як і не було такої впевненості у Гау.
Затримка у наступі на Мангеттен дала Вашингтону можливість змінити плани. 7 вересня 1776 року він вирішив залишити у місті гарнізон у 5000 солдат, а основну частину армії перемістити на височину Гарлем-Гайтс. Таким чином, коли Гау був готовий висадитись у Кіпс-Бей, більша частина армії Вашингтона була недосяжною для Гау.

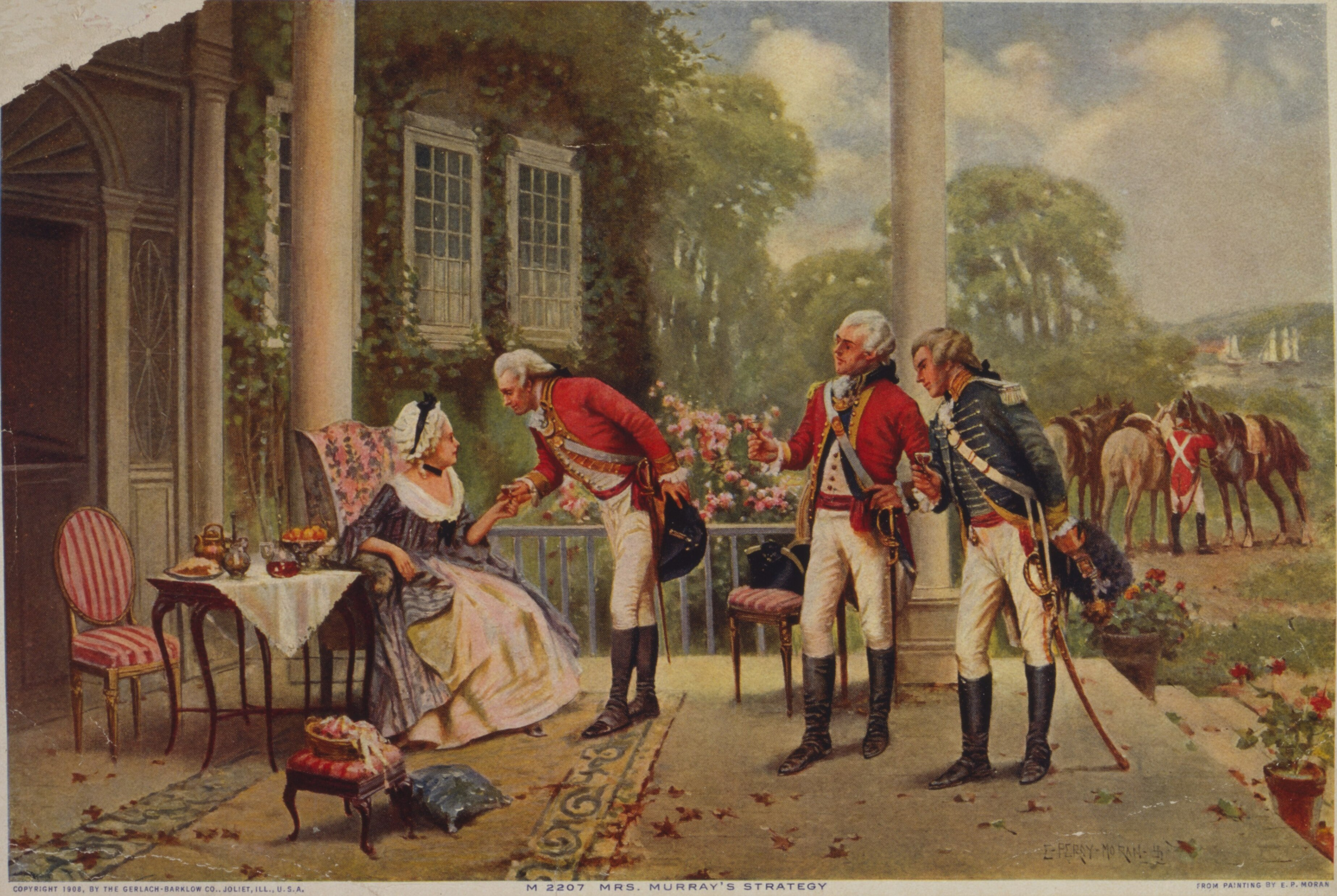
«Стратегія місіс Марі», картина Персі Моргана 1908 р.

15 вересня 1776 року британці під прикриттям артилерійського вогню з п'яти військових кораблів висадились у Кіпс-Бей і швидко просувались по Мангеттену. Вони майже не зустрічали спротиву, оскільки серед ополчення, яке займало укріплення у Кіпс-Бей, піднялась паніка і воно відступало. У паніці відступало не тільки ополчення, але й досвідченні полки. Однак, Генрі Клінтон, який очолював армію в Кіпс-Бей отримав наказ закріпитись на площі та не рухатись далі, доки не прийде підкріплення. На невдоволення Клінтона підкріплення надійшло тільки через декілька годин. Гау та кілька офіцерів нібито затримались у будинку Місіс Марі, яка запропонувала їм вино та тістечка, та була настільки гостинною господинею, що Гау затримався в неї протягом кількох годин. Потім поширювалась легенда ніби місіс Марі зробила це спеціально, щоб затримати просування британців. Про затримку Гау на фермі місіс Марі писав офіцер британської армії Чарльз Стендмен, який брав участь у війні. «Щойно англійці заволоділи Нью-Йорком, генерал Гау та деякі інші офіцери прийшли до будинку місіс Марі, з якою вони так довго розмовляли, що генералу Патнему із трьома тисячами п'ятистами людьми вдалося відступити до основних сил американської армії»,  — писав Стендмен. Водночас, Джордж Отто Тревельян ставився до розповідей про затримку Гау у місіс Марі як до легенди. Він писав, що «згідно з дуже популярним американським анекдотом», Місіс Марі, гарна та приваблива жінка, яка дотримувалась революційних принципів, пригощала Гау мадерою свого чоловіка. Тревельян додав, що «якщо взяти до уваги перебільшення, то напівміфічні розповіді того недільного ранку та дня мають свою цінність як втілення незгладного враження, яке справила на американську громадську свідомість передчасна бездіяльність Гау».
Залишається невідомим, чи затримка Гау в місіс Марі є правдою, однак, Сміт зазначає, що факт полягає у тому, що завдяки затримці британців, великій частині американців вдалось піти. В результаті висадки у Кіпс-Бей британці захопили 300 військовополонених та 67 гармат, а також заволоділи Нью-Йорком, в якому тоді проживало 20 000 людей. Ґрубер тлумачить результат битви так: завдяки висадці в Кіпс-Бей Гау вдалося заволодіти Нью-Йорком без важких втрат, а континентальній армій в цілісності вдалось відступити до сильнішої та менш доступної місцевості.

##### Битва на Гарлем-Гайтс

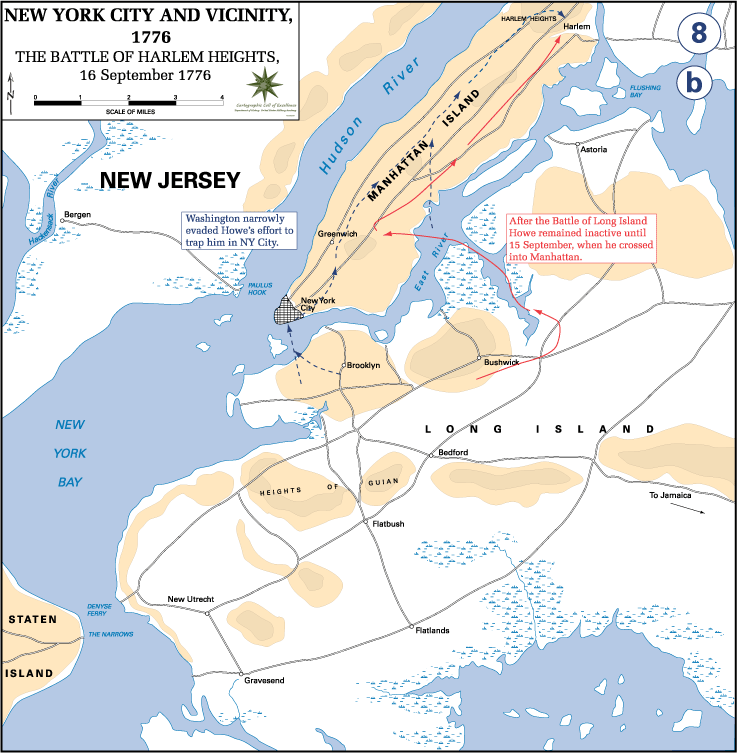
Битва на Гарлем-Гайтс, 16 вересня 1776

16 вересня 1775 року, Джордж Вашингтон послав з укріплених позицій американців на височині Гарлем-Гайтс рейнджерів, щоб ті розвідали британські позиції. На своєму шляху рейнджери зіткнулись з британськими військами, і відбулась збройна сутичка: британські війська наближаючись до рейнджерів відкрили вогонь, внаслідок чого загинуло 10 рейнджерів. Рейнджери тимчасово відступили, а Вашингтон, надавши їм підкріплення у розмірі трьох рот, наказав їм обійти британських фланг та захопити британську позицію на височині Блумінґсдейл-Гайтс з тилу. Також був організований відволікаючий маневр на передовій частині британської позиції. Однак американцям не вдалося захопити британську позицію, а лише відкинути британців на схил височини Блумінґсдейл-Гайтс. Вашингтон надав підкріплення для подальшого переслідування британців, і в результаті американцям вдалося вибити британців з височини та відтіснити їх до головного британського табору.
Гау доповідав про результат сутички як про успіх, однак деякі британські офіцери не поділяли його погляду, зазначивши, що якби не вчасно послані підкріплення, британська позиція могла опинитись в американському оточенні. Андерсон не надає великого значення битві на Гарлем-Гайтс, називаючи її не більш ніж «надзвичайно запеклою сутичкою», яка відновила моральний дух американців.

##### Нью-йоркська пожежа та страта Гейла

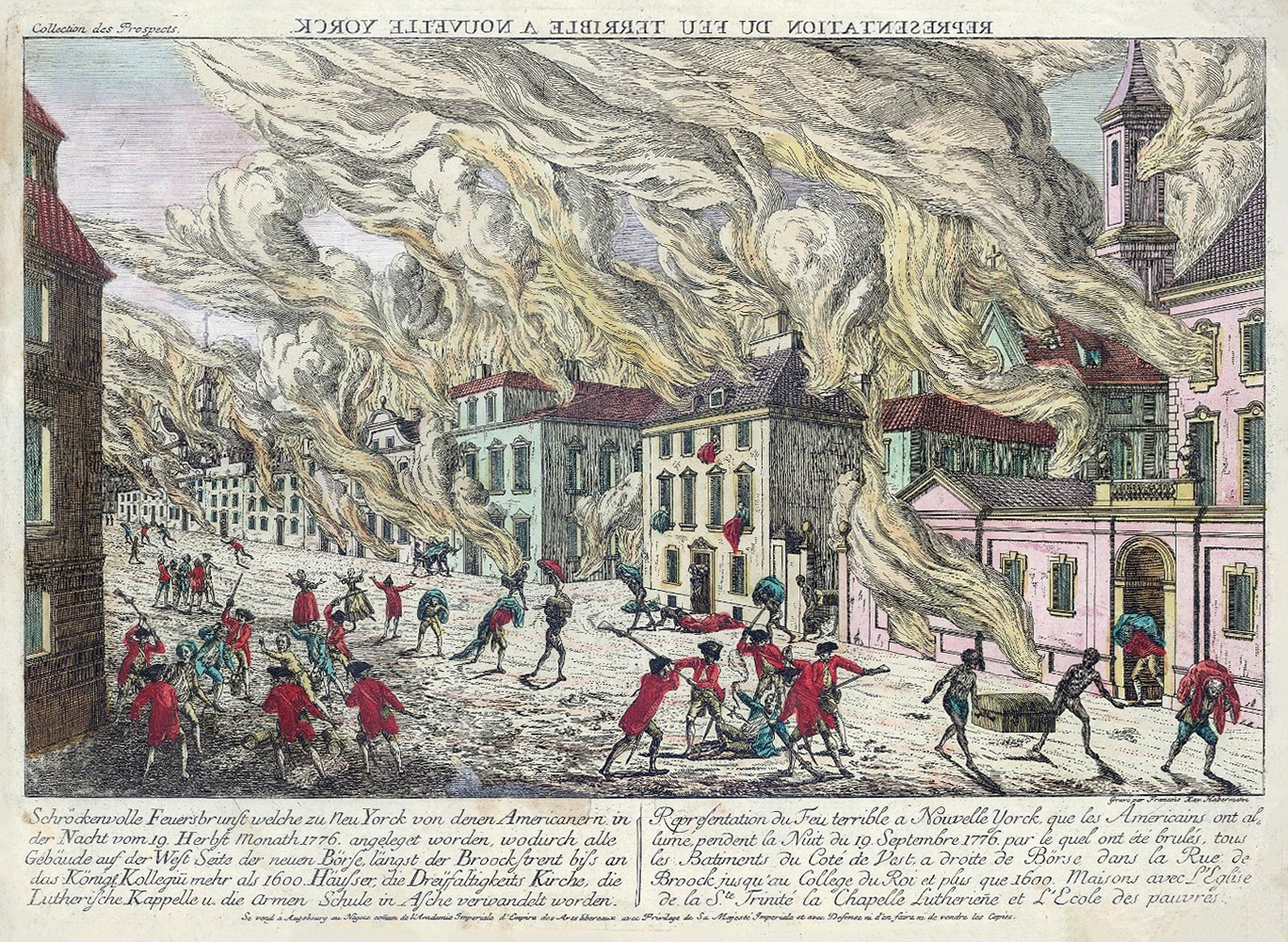
Зображення нью-йоркської пожежі 1776

Впродовж другої половини вересня і до початку жовтня 1776 року Гау займався укріпленням Мангеттену з північного боку. Близько півночі 20 вересня 1776 року в Нью-Йорку здійнялась пожежа. Вона почалась у Вайт-холлі на південному боці Мангеттену, і, оскільки, вітер віяв з півдня, вона швидко розповсюджувалась на північ. Відповідно до Партріджа, в місті діяли палії, для яких спалах у Вайт-холлі був ніби сигналом, і скоро вогонь спалахнув у десятці місць одночасно. Гау наказав британським військам гасити пожежу, і надав підкріплення з військ, що перебували на суднах. І хоча через 10 годин пожежу вдалось загасити, вона знищила значну частину міста, оскільки багато будівель були дерев'яними. Через декілька днів після пожежі Гау писав Джорджу Джермейну: «кілька нещасних здійснили жахливу спробу спалити місто Нью-Йорк, що їм добре вдалося, підпаливши його в кількох місцях підготовленими з великою майстерністю сірниками та горючими речовинами». Як вбачається з його кореспонденції, тодішній губернатор Нью-Йорка Вільям Трайон підозрював у підпалі Вашингтона. З кореспонденції Вашингтона вбачається, що він не знав про причини пожежі. Шектер пише, що звинувачення Вашингтона у підпалі не підтверджуються нічим, окрім як непрямими доказами. Деякі історики вважають, що пожежа була випадковістю. Джордж Отто Тревельян писав, що «вичерпний збір і порівняння доказів довели, що лихо було випадковим».
Незабаром після пожежі у Нью-Йорку спіймали американського шпигуна Нейтана Гейла. Відповідно до Партріджа, у ніч пожежі Гейл був у Нью-Йорку, а затримали його, коли він збирався повертатись до позицій американців на Гарлем-Гайтс. Гейла привели до Гау, якому він зізнався, ким він був. Гау наказав повісити Гейла, і наступного дня Гейла стратили.

##### Битви при Пеллз-Пойнті та на Вайт-Плейнс
На початку жовтня Гау вирішив завдати удару по позиціям континентальної армії з лівого боку, а також ускладнити зв'язок американців з Коннектикутом. 9 жовтня 1776 року три британські військові судна піднялись вгору по річці Гудзон, щоб забезпечити собі прохід за Форт-Вашингтоном — укріпленими позиціями американців. Американці відкрили вогонь по військових кораблях, а британці відповіли вогневим валом. У цій сутичці загинуло 9 британських моряків, а судна отримали пошкодження. Тим не менш, тримаючись східної сторони, британським суднам вдалось пройти по річці повз укріплення американців.
12 жовтня 1776 року війська Гау висадились на півострові Троґз-Нек, однак їм не вдалось швидко просунутись вглиб материку, оскільки американці вже прибрали настил мосту, а також відкрили вогонь по колоні британців. 16 жовтня на військовій раді континентальної армії було вирішено евакуюватись з укріплених позицій, залишивши у Форт-Вашингтоні 1000 солдат. Армія Вашингтона відступала на Вайт-Плейнс.

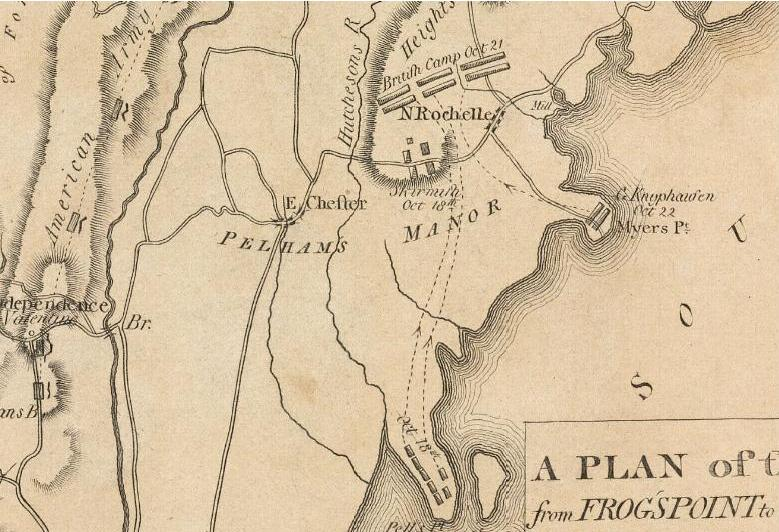
Тогочасна карта Пеллз-Пойнту та околиць, 1776 р.

18 жовтня 1776 року Гау повторно висадив війська вже в іншій точці — Пеллз-Пойнт. Висадившись, 4000 британських солдат та гессенців просувались вглиб і зустріли спротив 750 солдат континентальної армії. Зав'язалась сутичка, відома як битва при Пеллз-Пойнті, в якій американці втратили 8 солдат загиблими та 13 пораненими. Втрати британців у цій сутичці є предметом дискусій: Девід Маккалоу пише, що один з учасників бою з боку американців, називав цифру щонайменше 200 загиблих. Маккалоу вважав це перебільшенням. Сміт пише, що втрати британців оцінювались у 200—800 людей. Битва при Пеллз-Пойнті затримала просування британських військ на один день.
Деякі історики вважали, що висадка на півострові Троґз-Нек була помилкою, яка коштувала Гау тривалої затримки, завдяки якій Вашингтону вдалося евакуювати свою армію. Водночас Партрідж зазначає, що Гау заслуговує на похвалу зважаючи на майстерність, з якого його моряки провели флотилію через підступні звивисті канали Іст-Рівер у густому тумані, а також ефективність, з якою Гау пересунув свою армію з Троґз-Неку до Пеллз-Пойнту.

Битва на Вайт-Плейнс, 1776 р.

Деякий час обидві армії просувались вздовж протилежних берегів річки Бронкс. Між Гау та Генрі Клінтоном не було згоди щодо плану атаки. Клінтон вкотре пропонував обійти позиції континентальної армії з флангу. Гау був прибічником прямішої атаки, однак погодився із Клінтоном, що атака має бути здійснена кількома колонами, з тим, щоб права колона, очолювана Клінтоном спробувала обійти лівий фланг позицій Вашингтона.

Пересування військ до та після битви при Пеллз-Пойнті, 1776 р.

Зрештою, 28 жовтня 1776 року Гау послав 13 000 британських солдат та гессенців нагору по головній дорозі до Вайт-Плейнс. Наближаючись двома колонами до американських позицій, британці відкрили вогонь з польових гармат. Раптом одна з колон повернула різко вліво рухаючись до височини Чаттертон-Гілл на правому фланзі американських військ. Британська артилерія наближалась до американських позицій, з яких також лунав артилерійський вогонь. Вашингтон послав підкріплення на правий фланг на височині, на яку вже піднімались гессенці. Американське ополчення, яке тримало правий фланг відступило, надіслане Вашингтоном підкріплення дало бій, але врешті відступило. Дані щодо втрат сторін різняться. Вілкін писав, що британці втратили 313 солдат вбитими та пораненими, а американці — 140 вбитими. Відповідно до Сміта британська сторона втратила 200 солдат, а американці — 175. Після битви на Чаттертон-Гіллі між арміями до кінця дня лунала артилерійська дуель.
29 жовтня 1776 року Гау припинив атаку, вирішивши дочекатись підкріплень. 30 жовтня 1775 року до Гау прибуло підкріплення, однак був сильний дощ, і наступ був відкладений. А вже 1 листопада Гау виявив, що американці відступили на сильніші позиції на висотах через річку Бронкс. Гау почав сумніватись, що йому вдасться змусити Вашингтона дати бій, і 5 листопада повернувся з армією до Мангеттена, щоб атакувати американські позиції під назвою Форт-Вашингтон на Гарлем-Гайтс.

##### Захоплення фортів на Гудзоні
Коли Гау пішов з Вайт-Плейнс, Вашингтон, хвилюючись за Форт-Вашингтон та американські позиції в Нью-Джерсі, вирішив розділити свою армію: 7000 солдат залишались на схід від Гудзону, підкріплення у 2000 солдат було відправлено до Форт-Лі на протилежному березі Гудзону від Форт-Вашингтону, і 3000, відповідно до Маккалоу, або 4000, відповідно до Сміта, солдат було відправлено захищати позиції у Піксіллі на півночі.

Пересування військ під час захоплення Форт-Вашингтона у 1776 р.

Гау планував атакувати Форт-Вашингтон одночасно з трьох напрямків переважною силою. За його задумом американців потрібно було вичавити з укріплень до того, як вони зможуть ними скористатись. Гессенці на чолі з Вільгельмом фон Кніфаузеном мали атакувати з півночі, британські війська на чолі з Чарльзом Корнволлісом та Едвардом Метью мали висадитись на річці Гарлем та атакувати паралельно з фон Кніфаузеном. Г'ю Персі мав вести дві колони (одну, що складалась з британців, іншу — з гессенців) на потрійну лінію укріплення. Військовий корабель на Гудзоні мав бомбардувати американські позиції, в той час, як гармати на височині Фордгем мали прикривати висадку військ під командуванням Корнволліса та Метью.

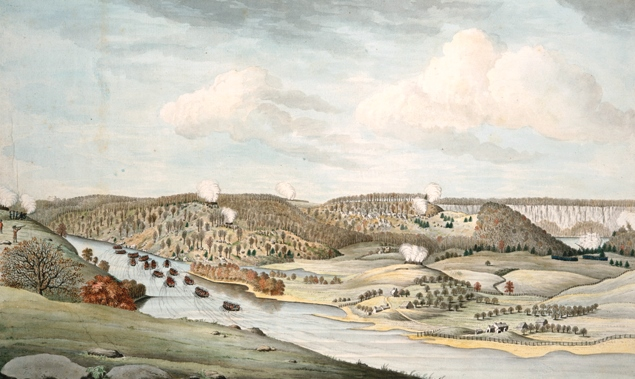
Вид атаки на Форт-Вашингтон, намальований британським офіцером Томасом Девісом, 1776 р.

14 листопада 1776 року Вашингтон прибув у Форт-Вашингтон і виявив, що командувач форту Натанієль Грін не евакуював гарнізон. Вашингтон зволікав як з рішенням про евакуацію, так і з рішенням про надання підкріплень. 15 вересня Гау дав гарнізону шанс капітулювати, натякаючи на те, що він був готовий стратити гарнізон, якщо його змусять атакувати. Деякі автори вважають, що насправді Гау не збирався страчувати гарнізон, хоча це й було в дусі тогочасних війн, а просто хотів налякати американців.
Атака на Форт-Вашингтон почалася вранці 16 листопада 1776 року після тривалого артилерійського обстрілу від британців. Гессенці насувались з півночі, в той час, як війська під командуванням Корнволліса атакували зі сходу, а війська під командуванням Персі — з півдня. Вже о десятій годині ранку Гау задіяв в атаці 8000 солдат, що в чотири рази перевищувало сили американців. Американці відступали з позицій до форту, в якому не було достатньо місця, щоб надати їм безпеку. О третій годині дня Форт-Вашингтон капітулював, а його гарнізон в розмірі 2837 людей було взято в полон. Під час атаки американці втратили 59 людей вбитими та 100 або більше пораненими, британці — 86 вбитими та більше ніж 250 пораненими.

##### Переслідування армії Вашингтона та захоплення Ньюпорту
18 листопада 1776 року Гау відправив Корнволліса вгору по річці Гудзон переслідувати армію Вашингтона. Корнволлісу вдалося перехопити склади та обладнання, які, евакуюючись залишив Грін. Йому також вдалося захопити Форт-Лі та 140 гармат. Корнволліс продовжував просуватись, переслідуючи континентальну армію. Гау наказав Корнволісу зупинитись у Брансвіку та чекати подальших наказів. 6 грудня 1776 року Гау приєднався до Корнволлісу в Брансвіку. Однак армія Вашингтона ще 1 грудня 1776 року покинула Брансвік та прямувала до Трентону. Гау прибув до Трентону 8 грудня 1776 року коли вже останні човни з військом Вашингтона переправлялись через річку Делавер.
Після захоплення Форт-Вашингтону Гау також наказав Клінтону захопити Ньюпорт у Род-Айленді, хоча в його плани на 1776 рік це не входило. Ґрубер припускає, що перемога над Форт-Вашингтоном, незвичайно гарна погода для тієї пори року, а також бажання отримати незамерзаючий зимовий порт змусили Гау вдатись до більш амбітних дій. Відпливши з 6000 військом на Род-Айленд, 8 грудня 1776 року Клінтон без спротиву захопив Ньюпорт.
Коли прийшов час влаштовувати зимовий штаб, Гау почав визначати оборонну лінію. Спочатку Гау мав намір тримати лінію від Брансвіка до Ньюарка, однак його переконали включити до оборонної лінії Трентон та Бордентаун на березі річки Делавер, щоб захистити лоялістів. Таким чином, фронт був розширений. Надавши відповідні розпорядження, 15 грудня 1776 року Гау відбув з Трентону до зимового штабу в Нью-Йорку.

##### Трентонська битва

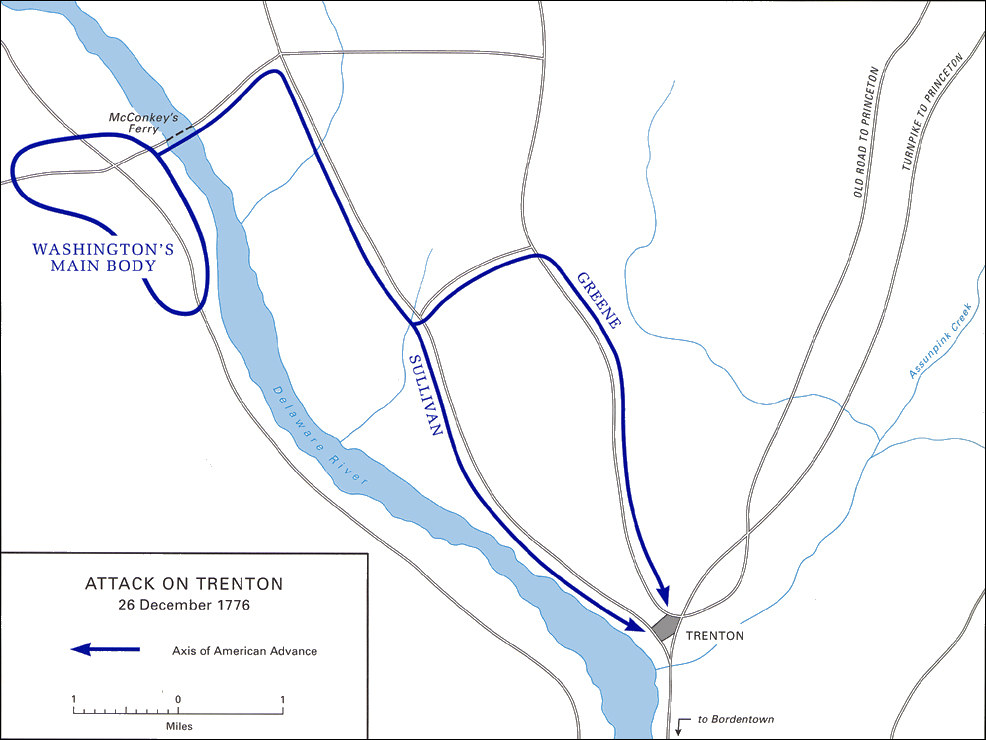
План атаки Вашингтона на Трентон

22 грудня 1776 року Джордж Вашингтон скликав військову раду, на якій обговорювався план полковника Джозефа Ріда перетнути річку Делавер та атакувати одну з британських позицій в Нью-Джерсі. Вашингтон також зазначив, що прийшли підкріплення з Нової Англії і, його армія підсилилась. Рада погодилась з ідеєю атакувати британські позиції через Делавер, і далі відбувались дискусії з приводу того, як це втілити. Ввечері 24 грудня 1776 року Вашингтон знову скликав військову раду, на якій були присутні генерал-майори Натанієль Грін та Джон Салліван, бригадні генерали лорд Стерлінґ, Матіас де Фермуа, Г'ю Мерсер, Адам Стівен та Артур Сент-Клер, полковники Джон Старк, Пол Сарджент, Джон Ґловер та Генрі Нокс. На нараді виробили детальний план операції — вночі з 25 на 26 грудня перетнути Делавер та атакувати з усією силою Трентон, звідки багато британських військ пішли до зимової штаб-квартири в Нью-Йорку, і де залишились гессенці.
Польовим командирам наказали вести їх солдат через Делавер одночасно чотирма окремими групами. Вашингтон з полками континентальної армії в розмірі 2 400 солдат мав висадитись вгору по річці за 10 миль від Трентону та атакувати місто з півночі та заходу. Бригади пенсільванського ополчення в розмірі 700 солдат під командуванням Джеймса Юінґа мали переправитись через річку майже навпроти міста, захопити міст через річку Ассанпінк-Крік та заблокувати єдиний вихід на південному сході міста. 1500 солдат пенсільванського ополчення та континентальної армії під командуванням Джона Кадволадера та Джозефа Ріда мали перетнути річку біля Бристоля і просуватись на Берлінгтон.

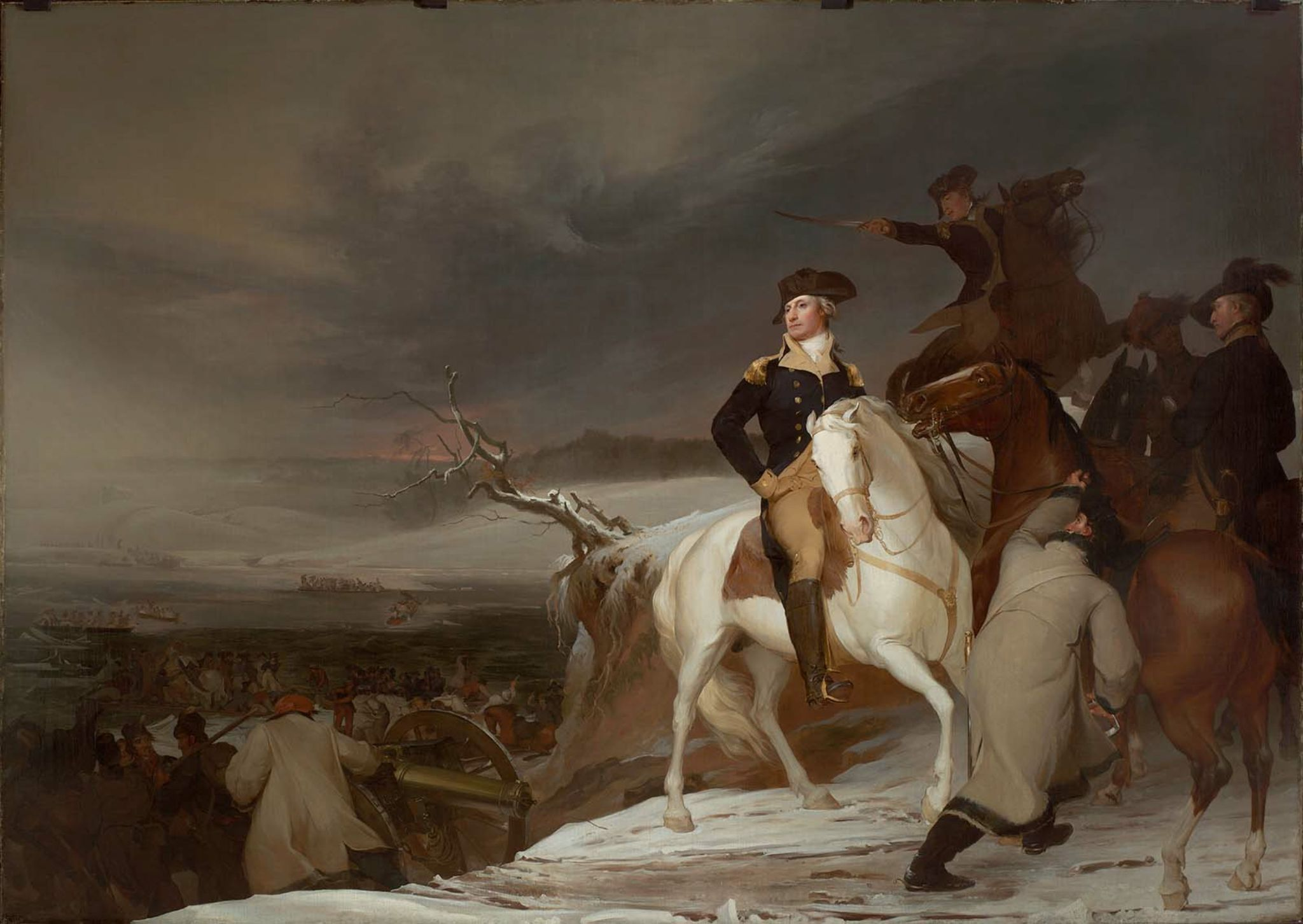
«Переправа через Делавер», картина Томаса Саллі

Відповідно до Вашингтона, переправа через Делавер затримувалась на 3 години. Джеймс Юінґ скасував атаку на Трентон, оскільки, там, де він мав переправлятись був лід. Війська під командуванням Джона Кадволадера та Джозефа Ріда успішно перетнули річку, однак не змогли переправити гармати, і тому також скасували атаку. Рід з одним офіцером вирішив залишились на нью-джерсійському березі Делавера, оскільки не зміг на коні перетнути річку в зворотному напрямку. Тільки війська на чолі з Вашингтоном продовжували просування за планом.

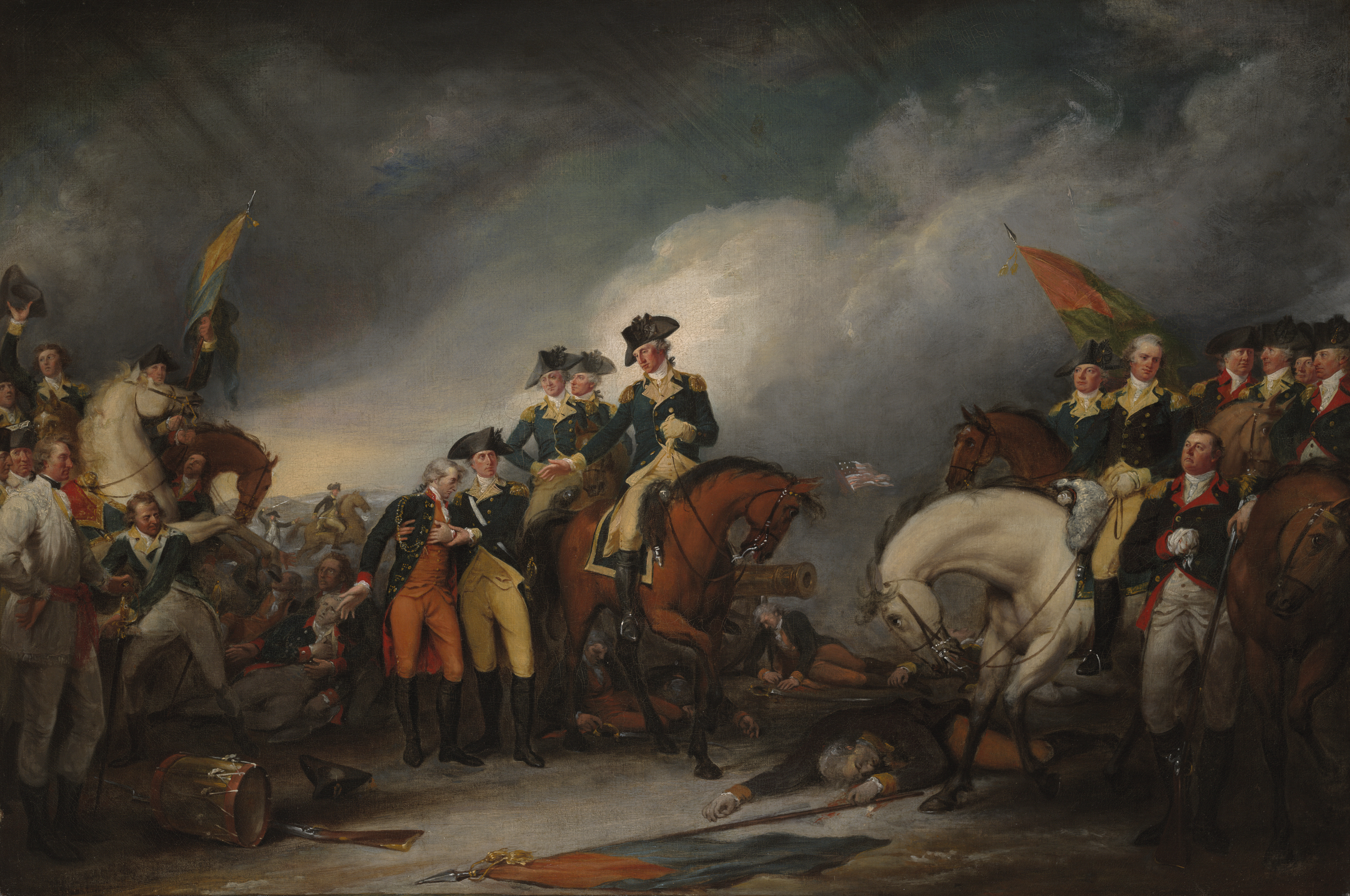
«Захоплення гессенців у Трентоні, 26 грудня 1776 року», картина Джона Тамбалла

Висадившись на нью-джерсійському березі Делавера, військо під командуванням Вашингтона сформувалось у колону для маршу. Військо мало із собою польові гармати, який перевозились конями. Марш почався о четвертій ранку 26 грудня 1776 року. Із наближенням колони до Трентона, скаути доповідали Вашингтону місцезнаходження гессенських постів. Коли армія наблизилась до одного з постів, Вашингтон зупинив ліву частину колону у лісі. За командною Вашингтона, о восьмій ранку колона з ліса атакувала пост. Американці відкрили вогонь, гессенці, дочекавшись, коли американці наблизяться також відкрили вогонь у відповідь, але почали відступати вглиб міста. У місті гессенці вибігали на вулицю з бараків та домівок та готуватись до бою. В той час американці вже встановили гармати на головних вулицях міста. Під гарматним вогнем гессенці відступили до бокових вулиць, розпочався вуличний бій. Однак вже скоро гессенці опинились в оточенні і капітулювали, здавши зброю.
Через тиждень Чарльз Корнволліс, за наказом Гау, зробив спробу відбити Трентон, але, натомість, Вашингтон також успішно атакував Принстон. На думку Ґрубера, перемоги Вашингтона у Трентоні та Принстоні мали невідкладний та вирішальний вплив на війну: вони відновили дух американців та заглушили надії лоялістів. Гау також визнавав вплив цих перемог на плани на кампанію 1777 року: він розумів, що йому доведеться відступити із західного Нью-Джерсі, і, що війна продовжиться у 1777 році.
Урбан вважає, що відповідальність за Трентон була на командирі гессенців, зокрема, за те, що не вжив адекватних застережних заходів, а не Гау. Водночас, Урбан покладає на Гау відповідальність за те, що той подовжив лінію фронту, а також зарано скерував війська до зимового штабу. Андерсон зазначає, що, хоча Гау і критикували за те, що поставив гессенців на цей важливий пост, раніше гессенці не давали приводу сумніватись у їхній військовій майстерності.

##### Помилування
30 листопада 1776 року, коли континентальна армія відступала через Нью-Джерсі, Гау видав прокламацію, якою усім збройним угрупуванням було наказано розпуститись, а Конгресу — відмовитись від «узурпованих» повноважень. Прокламація також пропонувала помилування та звільнення від усіх конфіскацій і покарань кожному, хто протягом шістдесяти днів з'явиться до британського посадовця, присягне королю та залишиться з ним у мирі. Армійські офіцери, цивільні службовці, а також лоялісти критикували прокламацію. Гау переконували, що для багатьох колоністів буде неможливо виконати вимоги прокламації, оскільки ті, хто жили на кордонах колоній або у південних колоніях не отримають прокламацію раніше ніж через місяць або більше. Крім того, йому казали, що багато колоністів жили занадто далеко від найближчого британського посадовця, а для них, хто не жив під захистом британських військ спроба отримати королівське помилування несла великі ризики. Лоялістів турбувало те, що повстанцям повернуть майно, в той час, як вони були вимушені покинути свої дома, рятуючись від них. Прокламацію також критикували за відсутність конкретики та пропозиції припинення вогню.
Ґрубер вказує на те, що в прокламації була одна значна перевага: вона була видана, коли британські війська знаходились на вершині успіху в нью-йоркській кампанії. Він зазначає, що прокламація була більш успішною, ніж очікувалась, завдяки перемогам британських військ у грудні. Однак виконання прокламації ускладнювалось тим, що, коли британські органи влади не могли перевірити законність претензій на конфісковане майно, вони відмовляли у поверненні майна. В результаті, розчаровані американці знов приєднувались до повстанців. Водночас на тих територіях де закріпились британські війська, тисячі повстанців присягали королю. Наприклад, на Лонг-Айленді, нью-йоркський губернатор Вільям Трайон привів до присяги 1600 членів американського ополчення.

##### Результати кампанії та критика Гау
В результаті кампанії британці контролювали Нью-Йорк, що надавало їм значні переваги: американці були відрізані від свого головного порту, який на додачу міг слугувати британцям як база для військових операцій нагору по річці Гудзон. Нью-Йорк також слугував важливою опорою для британського Королівського флоту. Крім того, Нью-Йорк став центром об'єднання лоялістів. Водночас утримання Нью-Йорку супроводжувалась витратою значних ресурсів: воно потребувало значних військ. Форпости, необхідні для забезпечення водних шляхів, що вели до міста, постійно були об'єктом рейдів американців.
У той же час історики критикували Гау за те, що в ході кампанії він не розгромив армію Вашингтона, хоча й мав для цього можливості. На думку Ґрубера, Гау пропускав слушні моменти для вирішальної битви. Автори по-різному пояснювали поводження Гау: його розгнузданістю, боягузтвом, ледарством, некомпетентністю у військових справах, і, навіть, контузією, отриманою у битві при Банкер-Гіллі. На погляд Андерсона, на поведінку Гау впливало багато факторів: його турбота про стан військ, бажання мінімізувати втрати серед британських військ, його обережність, покладання на інструкції британського уряду, надія на укладання миру з американцями тощо. Партрідж вважає, що поведінка Гау пояснюється його політичними міркуваннями як політика-віга: віги різко виступали проти війни та не хотіли повного розгрому американських сил. Урбан пояснює поведінку Гау надмірною обережністю та «повною нездатністю зрозуміти стратегічні можливості, які відкрилися після перемоги на Лонг-Айленді».
Гау також критикували за поведінку гессенців, які так відрізнились жорстким поводженням з цивільним населенням, пограбуваннями та спустошенням міст, що обурили навіть лоялістів. Гау був розчарований, але, як пише Ґрубер, очевидно був нездатний зупинити їх. Джордж Отто Тревельян зазначав, що Гау не вжив ефективних заходів навіть, щоб захистити лоялістів від гессенців.

#### Кампанія 1777 року

##### Плани

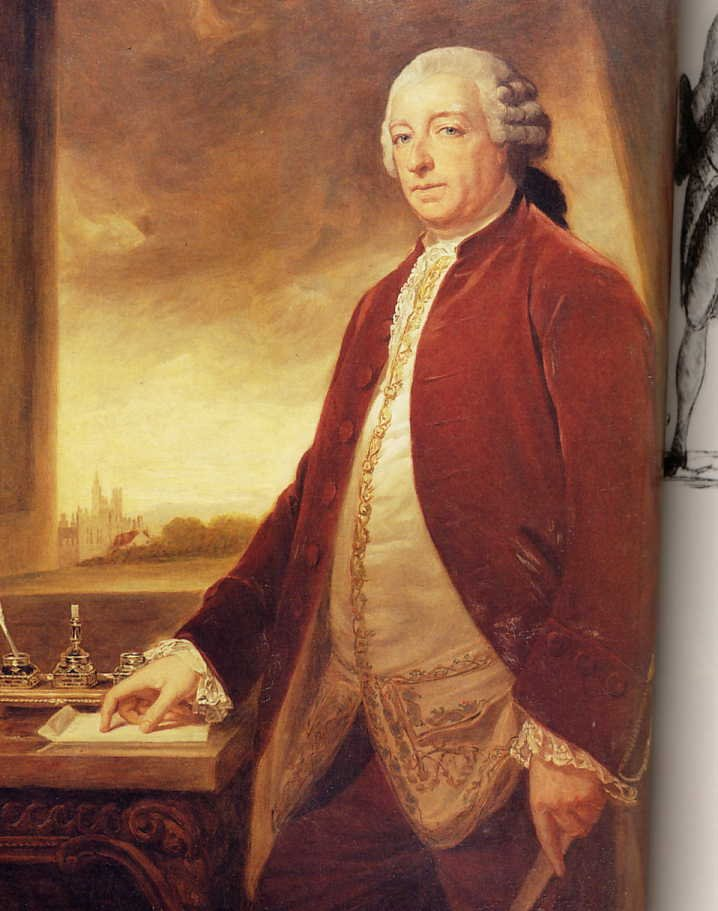
Джордж Джермейн, Державний секретар зі справ колоній, 1766 р.

30 листопада 1776 року Гау написав листа Джорджу Джермейну, в якому окреслив плани кампанії на 1777 рік. Він планував поділити війська на два наступальні корпуси і один оборонний. Перший наступальний корпус мав складатись з 10 000 солдат та почати наступ з бази на Род-Айленді і, зрештою, захопити Бостон. Крім того, за планом Гау, у Род-Айленді мало залишитись 2000 солдат з оборонною метою. Другий наступальний корпус в розмірі 10 000 солдат мав надати нового імпульсу так званій «Гудзоновій стратегії» — наступ у долині річки Гудзон. Гау планував залишити оборонними цілями в Нью-Йорку 5 000 солдат, а в Нью-Джерсі — 10 000. У тому ж листі Гау зазначив, що для кампанії 1777 року йому потрібно 35-ти тисячне військо, і звернувся з проханням надіслати йому 15 000 солдат. Він також попросив надіслати 300 коней. 20 грудня 1776 року Гау, натхнений успіхом військових операцій, писав Джермейну, пропонуючи наступ на Пенсільванію.
Відповідь від Джермейна прийшла 9 березня 1777 року. Джермейн відповів, що може послати лише 8 000 солдат та 100 коней. Після отримання відповіді Джермейна Гау дещо змінив плани кампанії. Відповідно до Сміта, Гау також сприйняв відповідь як особисту образу. Щодо планів, Гау написав, що пропонує наступ на Пенсільванію з моря, і що за його підрахунком пенсільванський корпус військ складатиме максимум 11 000 солдат. Він також планував залишити 3 200 солдат для захисту Нью-Йорку, 2 400 — для захисту Род-Айленду, 1200 — для захисту Стейтен-Айленду, 300 — для захисту Полус-Гук — місця на березі Гудзону в Нью-Джерсі. Також змінений план майже не згадував «Гудзонову стратегію», і Сміт тлумачить це як те, що Гау не збирався здійснювати наступ в долині Гудзону, як передбачалось первісним планом. 8 травня 1777 року Джермейн написав Гау, що схвалює плани щодо наступу на Пенсільванію, однак, відповідно до Сміта, він, здається, схвалював сухопутний план наступу, оскільки ще не отримав квітневого листа від Гау в якому пропонувався наступ з моря. Також, відповідно до Сміта, Джермейн, здається, не зрозумів, що із зменшеним підкріпленням одночасне виконання «Гудзонової стратегії» та наступу на Пенсільванію було неможливим.

##### Відкриття кампанії
Гау зволікав із відкриттям кампанії. Відповідно до Сміта, він не знав, діяти далі. 14 червня 1777 року його армія висунулась з Брансвіку до нью-джерсійського Квіблтауну (зараз — переписна місцевість Нью-Маркет), де базувався Вашингтон. Гау сподівався вичавити континентальну армію з Квіблтауну, однак йому не вдалося спровокувати Вашингтона на битву. Водночас Вашингтон пересунув свої армію до іншого місця, і, коли британська армія відступала від Квіблтауну були невеликі сутички між периферійними частинами армії. Гау відвів війська до Перт-Ембою, де 24 червня 1777 року дізнався про те, що армія Вашингтона спустилась з височин та розташувалась у відкритому полі біля Квіблтауну. 26 червня 1777 року армія Гау двома колонами під командуванням Джона Воґана та Чарльза Корнволліса висунулась з Перт-Ембою. Біля Вестфілду колона Корнволліса натрапила на артилерійський вогонь, який вівся, щоб прикрити відступ лівого флангу. Гессенці відповіли щільним байонетним вогнем, і американці розсіялись. Британцям вдалось захопити три гармати, але здебільшого американці відступили без значних втрат. 27 червня 1777 року армія Гау повернулась до Перт-Ембою, де завантажилась на судна до Стейтен-Айленду. Таким чином, британська армія залишила Нью-Джерсі під контролем континентальної армії.
У наступні тижні Гау не робив активних кроків. У той час йшла північна або канадська кампанія (зараз відома як Саратозька кампанія), яку очолював Джон Бергойн. У липні 1777 року Гау отримав повідомлення, що армія Бергойна захопила форт Тайкондерога — стратегічний пост на березі озера Шамплейн, про що доповів Джорджу Джермейну. Він також написав Джермейну про чергову зміну планів — намір захопити Пенсільванію через Чесапікську затоку. Генрі Клінтон різко виступав проти такого плану, тим не менш, 23 липня 1777 року британська армія відпливла з Нью-Йорку в південному напрямку.

##### Філадельфійська кампанія

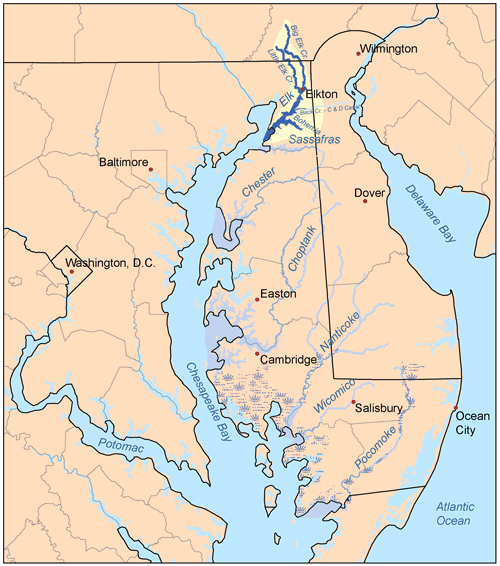
Мапа річок східного узбережжя штату Меріленд із виділеними річкою Елк та її вододілом

###### Висадка
Після виснажливої морської подорожі армія Гау 25 серпня 1777 року почала висаджуватись на березі річки Екл-рівер на півночі Чесапікської затоки у Меріленді. Висадка здійснювалась п'ятьма хвилями, і ті війська, що вже висадились просувались вглиб материка. Просування дещо затримувалось через сильний дощ, який зробив шляхи складнопрохідними. Просуваючись, британська армія майже не зустрічала спротиву. Однак, по мірі того, як армія просувалась на північ, гессенці, які були попереду колони, натрапляли на розсіяний вогонь американських стрільців, які ховались за деревами та тинами.

###### Сутичка біля Куч-Брідж
3 вересня 1777 року, гессенці натрапили на американських стрільців, і відбулась збройна сутичка біля Куч-Брідж неподалік від Айрон-Гіллу — височини, покритої густими лісами, з якої відкривався добрий огляд Чесапікської та Делаверської заток. Гау наказав британській легкій піхоті атакувати обидва американські фланги, в той час як гессенці продовжували лобову атаку. Однак піхоті не вдалося нейтралізувати американські фланги, і тоді Гау послав два гренадерські батальйони та декілька гармат на підтримку гессенцям. Зрештою, відстрілюючись, американці відступили. У тій сутичці британці втратили 30 солдатів вбитими та пораненими. Американські втрати оцінюються у від 20 до 30 солдат вбитими (включаючи офіцерів) та від 10 до 20 пораненими.

###### Брендівайнська битва
В наступні дні Гау отримав інформацію, що Вашингтон відводив свою армію до річки Брендівайн-Крік, і вирішив слідувати за ним. Гау поділив свою армію на дві колони під командуванням Чарльза Корнволліса та Вільгельма фон Кніфаузена, і спрямував армію в напрямку до Брендівайн-Крік. В ніч 9 вересня 1777 року колона фон Кніфаузена дійшла до селища Кеннет-Сквер, а колона Корнволліса приєдналась до нього вранці 10 вересня. У Кеннет-Сквері Гау дізнався про позиції континентальної армії у Чаддс-Форді, і вирішив, що там він з нею зустрінеться в бою у битві за Філадельфію.

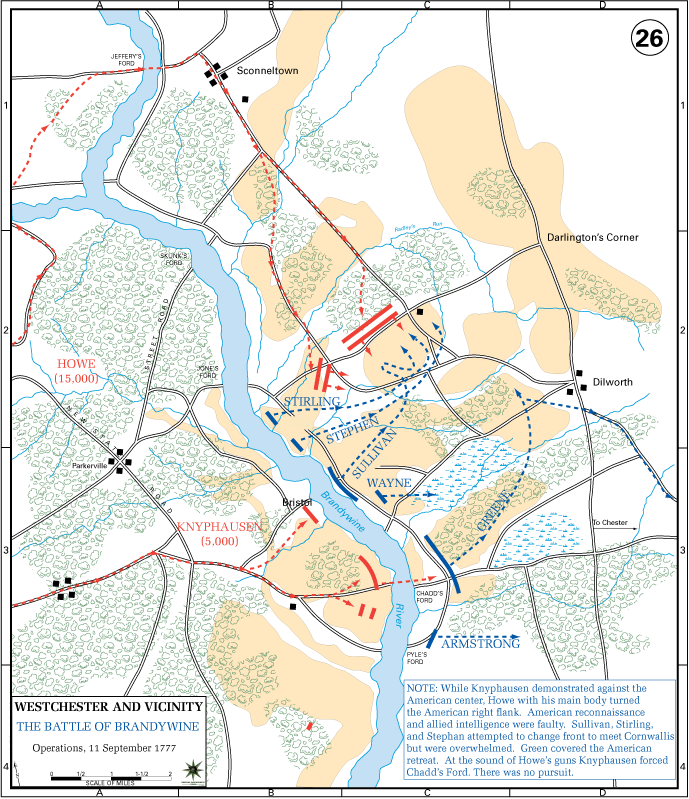
Пересування військ у Брендівайнській битві, 11 вересня 1777 року

Сили Вашингтона оцінюються у 12 000 солдат регулярної армії та 3000 ополченців. Вони розташовувались за пагорбами на східній частині річки Брендівайн-Крік. Центр його військ розташовувався у Чаддс-Форді на Великій ноттінгемській дорозі, де річку можна було перетнути пішки. Гау планував оточити армію Вашингтона у Чаддс-Форді силами солдат під командуванням фон Кніфаузена, а війська під командуванням Корнволліса використати для атаки на правий фланг армії. Загальна чисельність війська Гау у Кеннет-Сквері оцінюється від 14 000 до 18000 солдат. Вранці 11 вересня 1777 року Гау та Корнволліс разом з військами попрямували до правого флангу континентальної армії, залишивши приблизно 6 400 солдат фон Кніфаузену.
Фон Кніфаузен рухався прямо до Чаддс-Форду, щоб відволікти американців від правого флангу. О другій годині дня колона з Гау та Корнволлісом перетнула річку Брендівайн-Крік та марширувала до американського правого флангу. Гау наказав своїм солдатам зробити перерву, яка закінчилась о пів на четвертій годині, і тоді флангова колона продовжила наступ. Як зазначає Партрідж, така перерва дала змогу американцям зібратись і виставити нову оборонну лінію. О четвертій годині колона натрапила на укріплення американців, виявивши в оборонній лінії розрив в одну милю, британці атакували її лівий фланг. Відбувся бій, американці відступили, а британці переслідували їх по лісистій місцевості до другої лінії оборони. Водночас фон Кніфаузен також перетнув Брендівайн-Крік, і почав атаку. Вашингтон вважав, що основна армія атакувала під командуванням фон Кніфаузена, а атака на правий фланг була відволікаючим маневром, і основні сили були спрямовані проти фон Кніфаузена.

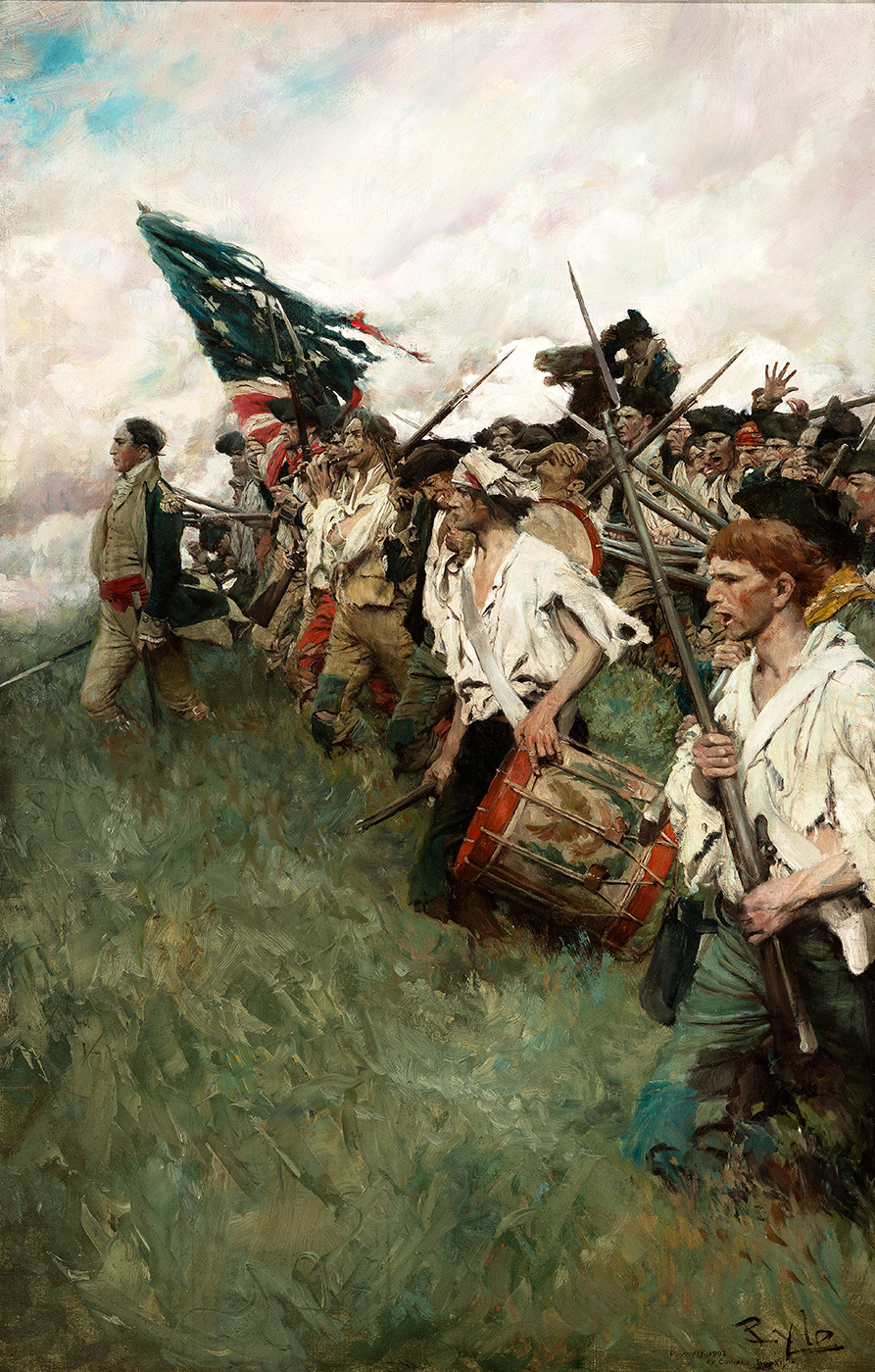
Картина «Творці нації» Говарда Пайла зображує сцену Брендівайнської битви

Прорвавши наступну лінію оборону, колона з Гау та Корнволлісом попрямувала до Ділворту (зараз — Ділворттаун, Пенсільванія) з метою оточити американські війська. Однак біля Ділворту зав'язався бій, і американцям вдалось відступити. Американськім військам, що протистояли фон Кніфаузену також довелось з боєм відступити під прикриттям артилерійського вогню, що лунав з одного з пагорбів, зайнятих американцями. Американська армія відступила до дороги, що вела до Честеру. Гау не переслідував армію Вашинтона, як він потів пояснив у листі Джорджу Джермейну, тому, що його солдати були виснажені довгим маршем та битвою.
Джерела називають різні втрати американської армії. Тааффе пише, що можливо американці втратили максимум 1000 людей вбитими, пораненими та захопленими в полон. Відповідно до Сміта, американці втратили 1300 людей вбитими, пораненими та захопленими в полон. Гау писав Джермейну, що американці втратили 300 вбитими, 400 пораненими та 400 полоненими. Деякі оцінки американських втрат сягають цифри 2000 людей. Дані щодо британських втрат також різняться. Відповідно до офіційної британської та гессенської статистики, британці втратили 93 вбитими, 581 пораненими та 6 — зниклими без вісти. При цьому за оцінками американців, що базувались, як зазначає Макґуайр, на спостереженні з відстані, поверхневих та ненадійних доповідях, британські втрати оцінюються у 2000 людей.
Армія Вашингтона настільки поспішно відступала, що не змогла потурбуватись про своїх поранених, і багато з них залишились на полі бою. Наступного після битви ранку Гау звернувся до Вашингтона із проханням надіслати американських хірургів, оскільки британці не могли їм надати необхідну допомогу. Вашингтон надіслав під білим прапором хірурга Бенжаміна Раша, одного з підписантів Декларації про незалежність США.

###### Захоплення Філадельфії
Перепочивши день після брендівайнської битви, армія Гау висунулась у напрямку Філадельфії — тодішньої американської столиці. 15 вересня 1777 року Гау дізнався про те, що Вашингтон перетнув назад річку Скулкілл в пошуку нової битви. Однак битва не відбулась, можливо, через сильний дощ, і американці відступили назад за Скулкілл. 18 вересня 1777 року Гау відправив частини легкої піхоти захопити постачальний пункт американців у Веллі-Фордж, що й було успішно зроблено.
19 вересня 1777 року Гау дізнався, що деякі частини американської армії знаходились неподалік від таборів британців. Це були частини під командуванням Ентоні Вейна, і розташовувались біля таверни Паолі за чотири милі від британського табору в Треддіфріні. Гау послав генерал-майора Чарльза Ґрея із 2000 солдатами, які висунулись у напрямку частин Вейна вночі 19 вересня 1777 року. Незабаром після півночі війська Ґрея натрапили на війська Вейна, і Ґрей скомандував атакувати. Американці відступали з боєм через густі ліси. Відповідно до Макґуайра, американські втрати у цьому бою оцінюються в 300 людей вбитими, пораненими та полоненими. Тааффе пише, що американці втратили 300 людей вбитими та пораненими, та 70-80 — полоненими.
22 вересня 1777 року армія Гау перетнула річку Скулкілл та продовжила рухатись до Філадельфії. 25 вересня 1777 року армія Гау двома колонами під командуванням Вільгельма фон Кніфаузена та Чарльза Корнволліса рухалась у південно-східному напрямку вздовж Скулкіллу. Увечері того дня армія Гау дійшла до височин, з який відкривався огляд на Джермантаун. 23 вересня 1777 року Вашингтон інформував президента Конгресу Джона Генкока, що він більше не міг захищати Філадельфію. Делегати Континентального конгресу встигли евакуюватись до приходу британців. 26 вересня 1777 року британська армія у супроводженні лоялістів увійшла без спротиву до Філадельфії.
У Філадельфії британці виявили багато спустілих домівок, і, що лояльність філадельфійців британській владі була не така сильна, як очікувалось. Це означало, що плани Гау найняти у військо багато філадельфійських лоялістів були марними. Крім того, американці контролювали оточуючу сільську місцевість, а також частину річки Делавер між Філадельфією та британським флотом, заанкерованим під Честером. Таким чином, у армії Гау не було надійного шляху до пункту постачання — британського флоту.
У наступні дні Гау зосередився на тому, щоб забезпечити надійний доступ британським військам у Філадельфії до британського флоту, відкривши прохід через річку Делавер. Американці контролювали Біллінґспорт на нью-джерсійському березі Делавера, де вони потопили захаращення, щоб запобігти руху британських суден, а також звели форт. Крім того, на нью-джерсійському березі американці контролювали Ред-Бенк, а на пенсільванському — острів Карпентерс-Айленд та Форт-Айленд. Здійснивши розвідку, капітан Ендрю Гамонд доповів Гау, що для безперешкодного руху суден потрібно було спочатку захопити Біллінґспорт. 29 вересня 1777 року Гау послав на це завдання два полки, які дійшли до Честера, перетнули Делавер до Нью-Джерсі, і 1 жовтня 1777 року захопили Біллінґспорт без бою. У наступні дні під командуванням Гамонда були зруйновані американські укріплення, а також водний шлях був очищений від захаращень. 3 жовтня 1777 року Гау наказав інженерам вивчити можливість встановлення артилерії на болотистій місцевості пенсільванського берегу, щоб атакувати Форт-Айленд.

###### Джермантаунська битва

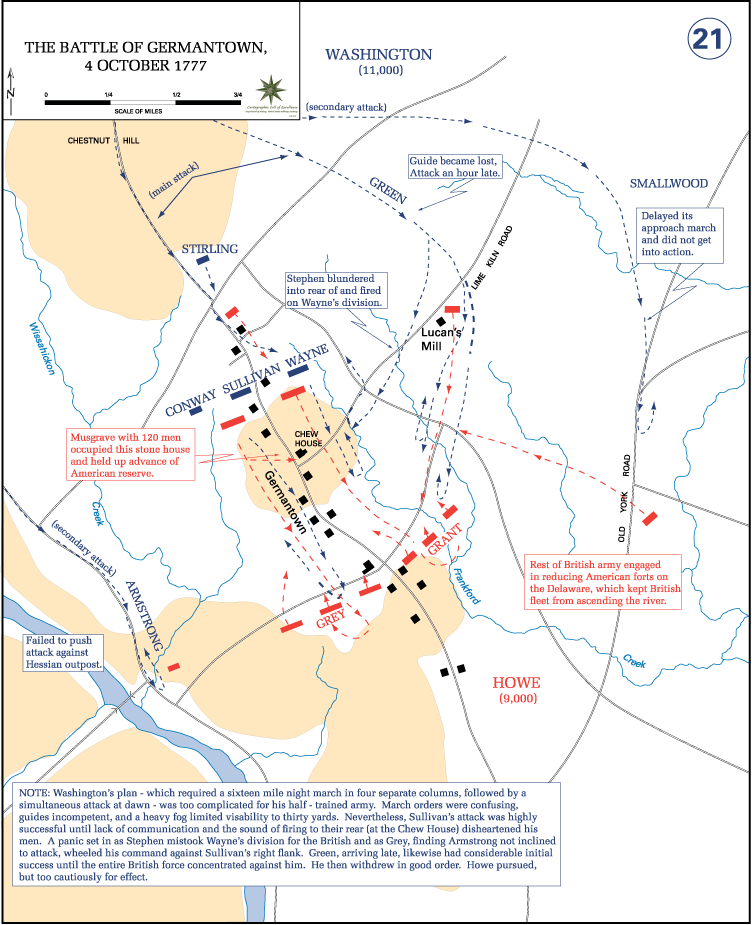
Джермантаунська битва, 4 жовтня 1777 року

Вашингтон, який отримав підкріплення після брендівайнської битви, вирішив скористатись тим, що Гау відправив війська на захоплення Біллінґспорту та для супроводження постачань між Честером та Філадельфією. Зокрема, він вирішив атакувати британський табір у Джермантауні, де розташовувалась основна частина британських військ, що обороняли Філадельфію. До Джермантауну вело чотири головних дороги. Вашингтон планував, щоб по кожній з цих доріг рухались колони, які мали одночасно прибути до міста. Колони мали рухатись до Джермантауну вночі, а атака планувалась на ранок 4 жовтня 1777 року. Однак, колонам не вдалось прибути до міста одночасно: першою прибула колона Джона Саллівана, колону під командуванням бригадного генерала Томаса Конвея атакували на підході до міста, оскільки Гау попередили про заплановану атаку британців, колона Натанієля Гріна затрималась на півгодини, оскільки його маршрут був довшим, ніж у інших колон, і до того ж, колона тимчасово заблукала на шляху до міста.

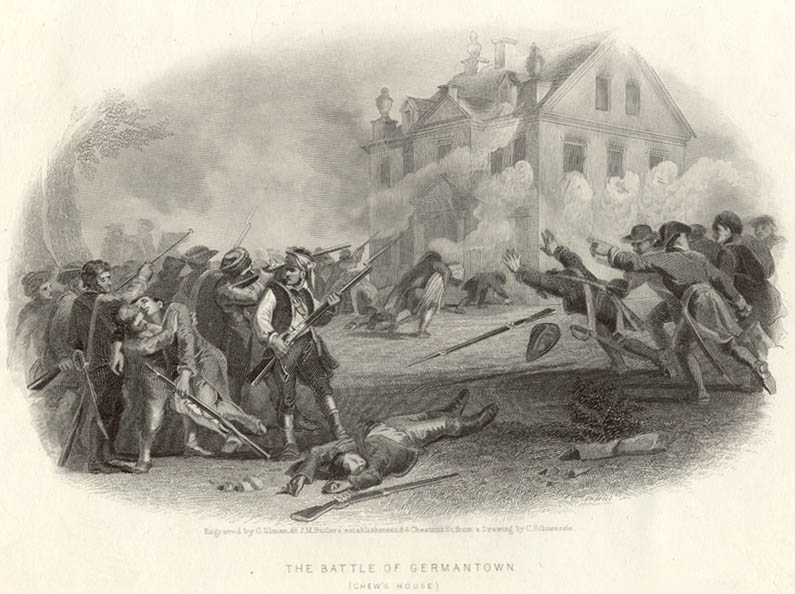
Атака на будинок, де забарикадувались британці

Тим не менш, спочатку з боями американці більш менш успішно проривались крізь Джермантаун, а британці відступали. Частина британських солдат забарикадувалась у приватному двоповерховому кам'яному будинку. У той час, як загони під командуванням Саллівана та Вейна пройшли повз будинок, Генрі Нокс вирішив, що буде небезпечно залишати укріплену британську позицію в тилу американських військ, та заявив, що американцям потрібно нейтралізувати цю позицію. Вашингтон погодився, і послав одну бригаду на штурм будинку. Для штурму будинку американці також застосували артилерію. На штурм будинку пішла година.
У Джермантауні сторонам довелось битись в умовах туману, і американським командиром було важко ідентифікувати своїх солдат та керувати ними. З часом американські загони діяли дедалі хаотичніше. Тим часом, Гау перегрупував своїх солдат та готувався контратакувати американців. Контратака британців виявилась успішною, і американці відступили. Гау доповідав, що в цій битві він втратив 534 солдати, включаючи 70 — вбитими. Тааффе оцінює втрати американців у 1000 людей: 152 вбитими, 521 пораненими і більше 400 — полоненими.

##### Крах Саратозької кампанії

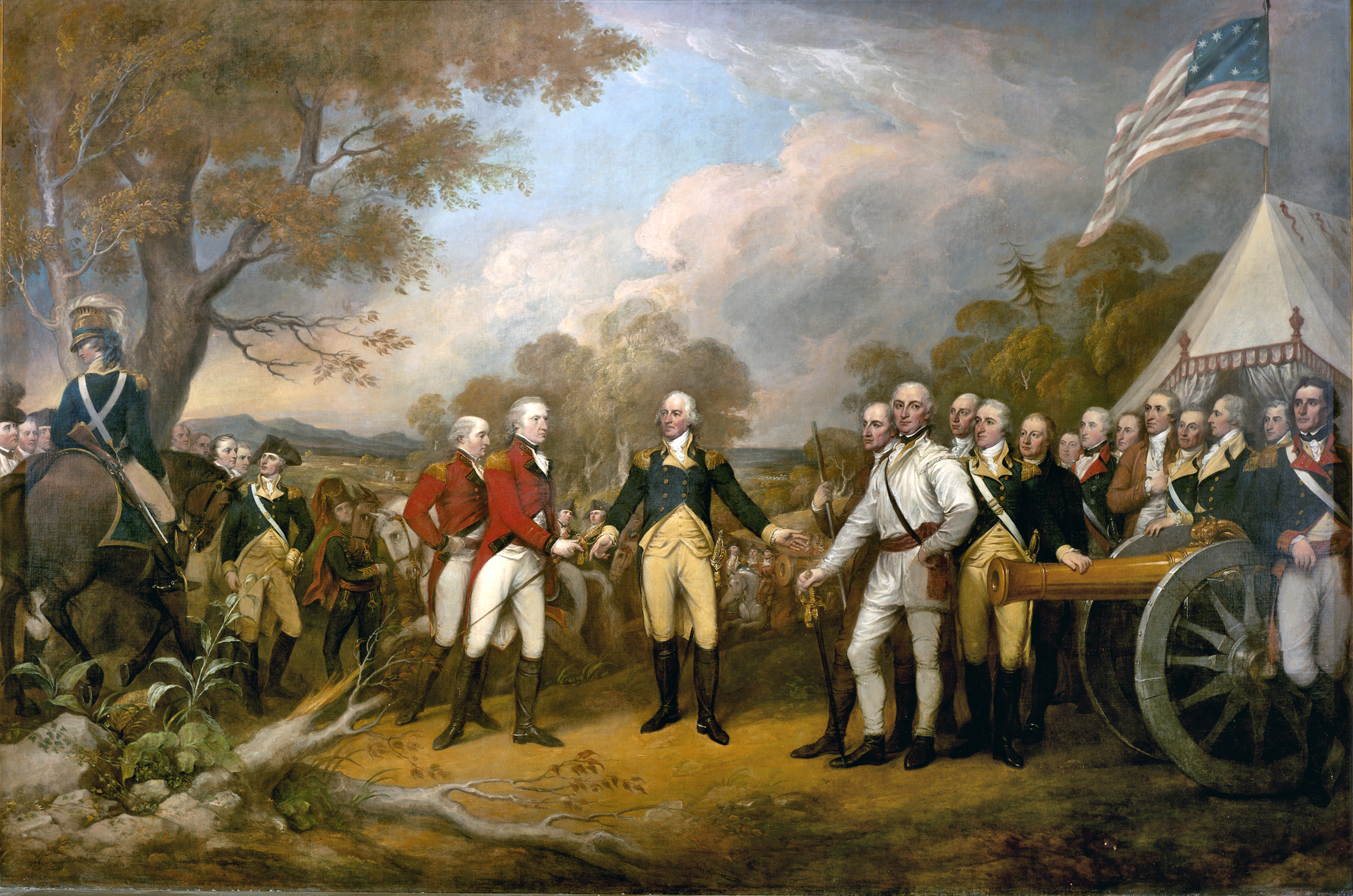
Капітуляція Бергойна, картина Джона Трамбалла

Між Брендівайнською битвою та захопленням Філадельфії на півночі кампанія під командуванням Джона Бергойна зайшла в глухий кут. Армія Бергойна перебувала на берегах Гудзону неподалік від Саратоги. Бергойн не міг дістатись Олбані, де він мав з'єднатись із силами Гау під командуванням Генрі Клінтона, як передбачалось планом кампанії, оскільки на його армію з усіх боків наближались ополченці з Нової Англії. Тим не менш, він все ще розраховував дістатись Олбані. Бергойн відправив повідомлення Клінтону, прохаючи про точні накази про те, як діяти в його ситуації. Клінтон відповів, що не міг давати жодних наказів Бергойну, а також надіслав листа про ситуацію Бергойна Гау. Клінтон розмірковував над тим, як він міг допомогти Бергойну, але 8 жовтня 1777 року він отримав листа від Гау, в якому той наказував надіслати йому підкріплення у 2000 солдат, а також послати 1000 солдат на Род-Айленд. Виконання цього наказу значно зменшило чисельність військ у розпорядженні Клінтона. Сміт зазначає, що перед тим як написати Клінтону про підкріплення, Гау отримав повідомлення про катастрофічне становище армії Бергойна. Цей наказ змусив Клінтона відмовитись від ідеї дістатись до Олбані, щоб допомогти Бергойну. 17 жовтня 1777 року армія Бергойна капітулювала під Саратогою і майже 6000 його солдатів потрапили в полон.
Бергойн покладав відповідальність за результат кампанії на Гау. 25 жовтня 1777 року він написав Генрі Клінтону: «Якби сер В. Гау дозволив вам зробити такий самий рух, який ви нещодавно робили, на місяць, чи, можливо, наполовину цього часу, раніше… я вважаю, що наше з'єднання відбулося б». Сміт вважає, що дії Гау протягом всієї кампанії виглядали в кращому випадку байдужими до операцій Бергойна, а в гіршому — навмисно недбалими. Ґрубер вважає, що однією з причин катастрофічних результатів кампанії 1777 року стала одержимість Гау завоюванням Пенсільванії, і, що Гау пожертвував кампанією Бергойна на користь філадельфійської кампанії.

#### Відставка
8 жовтня 1777 року адмірал Річард Гау зі своїм флотом прибув до Філадельфії, щоб допомогти відкрити шлях з міста по річці Делавер. Вільям Гау сконцентрував війська у Філадельфії, щоб допомогти брату, і вже 15 листопада 1777 року британці вичавили американців з їхніх блокуючих позицій на Делавері. 19 жовтня 1777 року Гау отримав написані на початку серпня 1777 року листи від Джорджа Джермейна, в яких той висловлював надію, що історії про те, що Бергойн успішно просувався до Олбані підтвердяться, і, що Гау завдав рішучого удару армії Вашингтона. Через декілька днів після отримання листів Гау написав Джермейну із проханням про відставку: «З огляду на ту незначну увагу, мілорд, до моїх рекомендацій від початку мого командування, я сподіваюся, що мене звільнять від цієї дуже тяжкої служби, під час якої я не мав щастя мати необхідну довіру та підтримку мого начальства…»

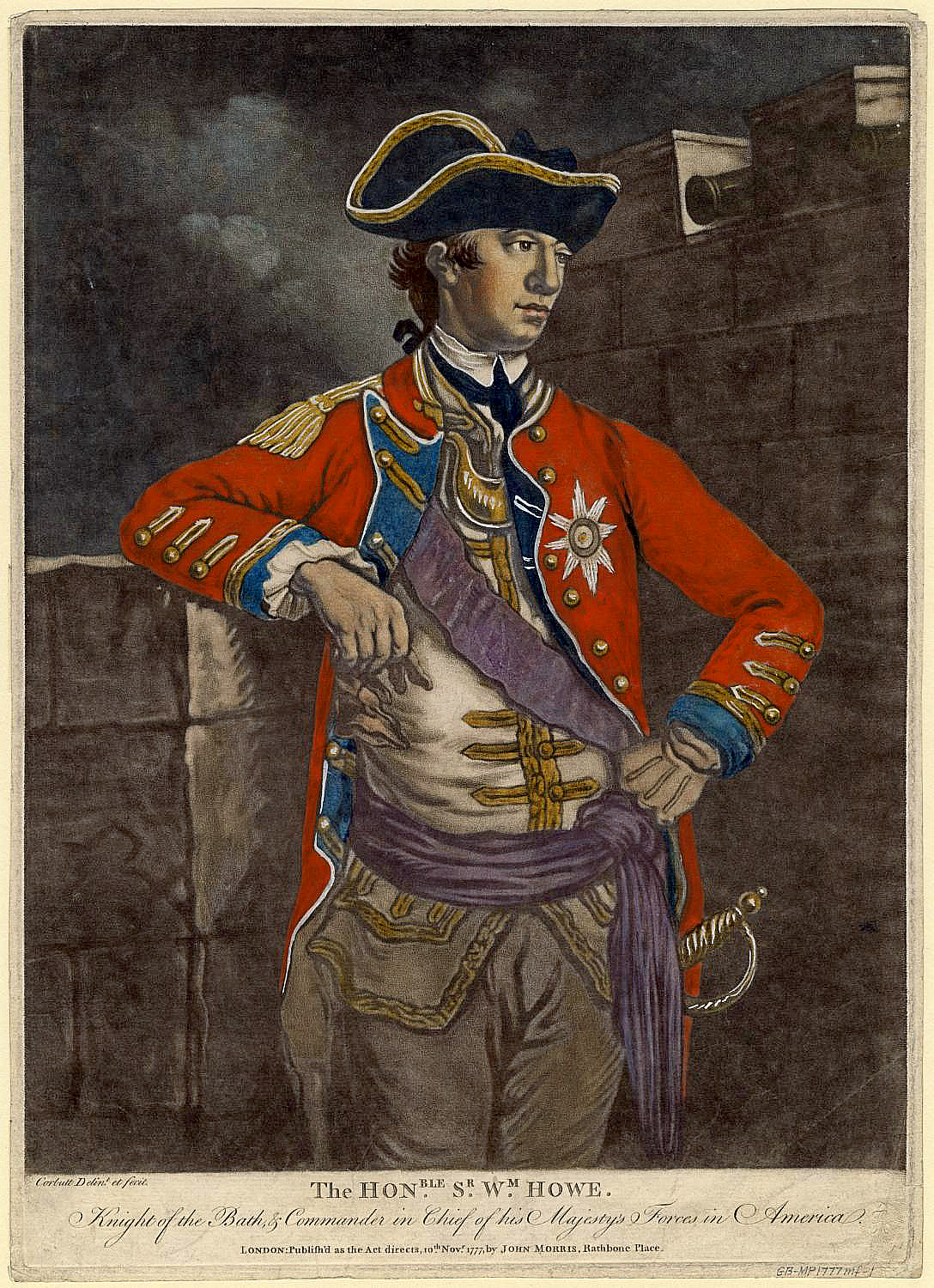
Меццо-тинто 1777 року із зображенням Гау

Гау отримав офіційне повідомлення про капітуляцію Бергойна лише 31 жовтня 1777 року, хоча чутки про це ходили серед британських офіцерів у Філадельфії дещо раніше. Новини про поразку Бергойна із тривогою сприйняли у Британії. У листі від 7 листопада 1777 року англійський політик та письменник Горас Волпол писав своєму другу Горасу Ману: «муки багатьох, хто має родичів і друзів, як в армії Гау, так і в армії Бергойна, — жахливі». Крах саратозької кампанії спровокував вступ Францію у війну. Після Франції, війну Британії також оголосили Іспанія та Нідерланди. Зрештою, поразка зруйнувала парламентську більшість на користь тих, хто був прихильником завзятішого ведення війни. У Британії спостерігалось піднесення патріотизму та посилення анти-американських настроїв.
Поки Гау чекав відповіді на прохання про свою відставку, протягом зими та весни 1778 року, він відмовився від подальших наступальних операцій. Джермейн проінформував Георга ІІІ про прохання Гау про відставку 1 грудня 1777 року. Він визнав, що прохання про відставку не було несподіванкою, але вважав, що твердження Гау про відсутність підтримки було несправедливим. Король був виваженим у своїй відповіді, вважаючи ситуацію «дуже серйозною, але не невиправною», але звіт про поразку Бергойна означав, що рішення про відставку Гау було лише формальністю. Отримавши всі подробиці поразки Бергойна, а також всю інформацію про завершення кампанії Гау 1777 року, Джермейн повідомив Гау, що король «милосердно наказав мені засвідчити вам його королівську згоду на ваше прохання дозволу звільнитися з командування…» Гау отримав новини, що його відставку прийняли 9 квітня 1778 року. Він також отримав інструкції передати командування Генрі Клінтону.

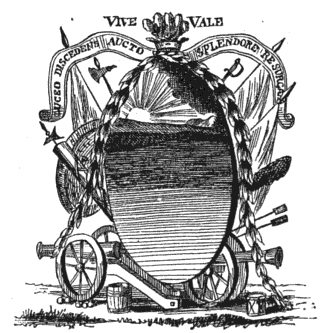
Зображення на квитку на «Міскіанцу»

18 травня 1778 року у Філадельфії на честь Гау відбулось організоване британськими офіцерами велике свято, яке назвали «Міскіанца». «Міскіанца» — слово італійського походження і означає мішанину. В контексті свята «Міскіанца» означала калейдоскоп різних розваг. Програма включала прохід регати річкою Делавер, середньовічний лицарський поєдинок, музичні оркестри, бал і феєрверк. Для свята були розроблені костюми, створені декорації, і молоді жінки з перших сімей Філадельфії з'явились у серпанкових тюрбанах і турецьких костюмах. Урочистості тривали до ранку. Дизайн квитків на подію розробив капітан Джон Андре, якого в 1780 році захопили американці та стратили за шпигунство. На квитках був надпис латиною: «Luceo discendens aucto splendore resurgam», що перекладається як «Спускаючись, я сяю; з додатковим блиском я воскресаю знову». Репортажі про «Міскіанцу» публікувались в англійській пресі.
Коли святкування закінчилось, Гау провів декілька днів на борту флагманського корабля свого брата Річарда, і 24 травня 1778 року відплив до Англії, передавши командування Генрі Клінтону.

### Повернення до Британії
Повернувшись до Британії влітку 1778 року, Гау зустрівся з Джорджем Джермейном, з'явився при дворі, а також мав приватну аудієнцію в Георга ІІІ. Король повідомив прем'єр-міністра Фредеріка Норта, що на цій зустрічі Гау запевнив його, що ані він, ані його брат адмірал Гау не збирались приєднуватись до політичної опозиції, однак, оскільки Джермейн та його секретарі обмовили його, «йому мають дозволити певні засоби виправдання». На тій же зустрічі Гау категорично висловився проти плану уряду щодо військової експедиції до французького володіння, острову Сент-Люсія в Карибському морі. Генерал Клінтон, тепер головнокомандуючий в Америці, отримав наказ виділити п'ять тисяч солдат для атаки на острів. Оскільки Франція вступила у війну в лютому 1778 року, Британія зосередила свої сили на Франції, а війна в материковій Америці мала відійти на другий план. Клінтон також отримав наказ вийти з Філадельфії до Нью-Йорка. Міністри були настільки сповнені рішучості зосередитися на новому театрі війни на Карибах, що наказали Клінтону навіть залишити Нью-Йорк і відступити до Галіфаксу, якщо той вважатиме це безпечнішим. «У світі немає такої гарної армії, як війська в Америці», — сказав Гау королю, додавши, що експедиція на Сент-Люсію буде успішною, «але закінчиться знищенням військ».
Влітку 1778 року Гау відвідував військові табори, королівську вітальню в Сент-Джеймському палаці, а також — Ноттінгемські скачки. У серпні 1778 року Гау серйозно захворів через нарив на спині, і йому довелося робити операцію. У жовтні 1778 року він поїхав до Портсмуту зустріти Річарда Гау, який повертався з Америки.

### Парламентське розслідування

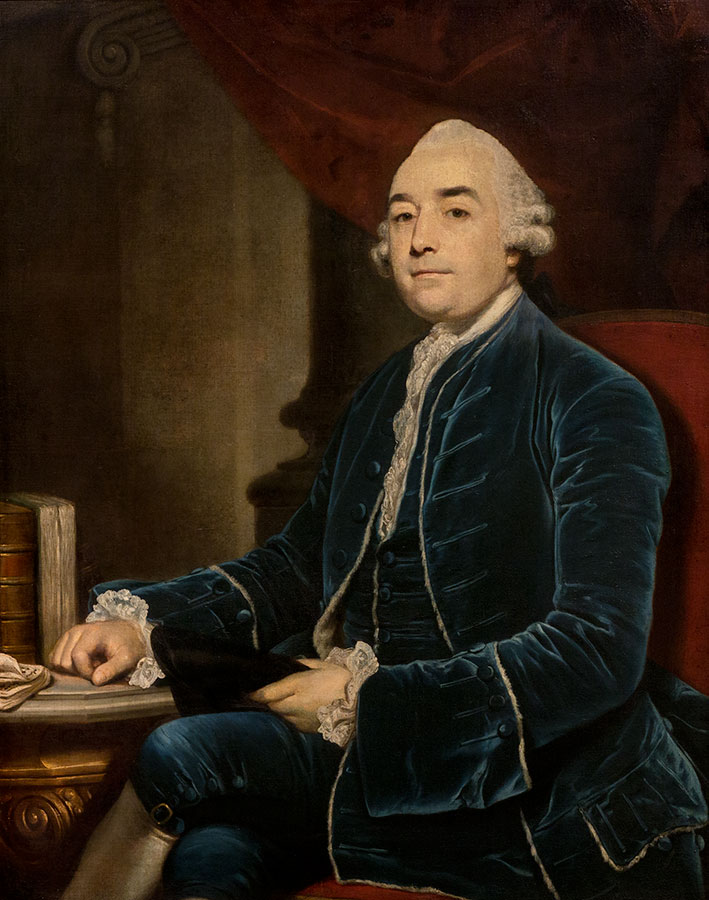
Лорд Шелберн, лідер опозиції. Портрет роботи Джошуа Рейнольдса

Ще до повернення Гау, в Британії лунала критика на його адресу, а в Парламенті намагались визначити винну сторону. 11 грудня 1777 року в Палаті лордів під час дебатів щодо відкладення перерви Парламенту лорд Шелберн вказав на «абсурдне ведення війни», яке він описав так: генерала Гау послали до Нью-Джерсі для прямої конфронтації з Вашингтоном, але Гау «повернувся до нього спиною»; Бергойну наказують рухатись до Нью-Йорка, або з'єднатись з Гау; Гау рухається на Філадельфію та завойовує її, в той час як Бергойн оточений американцями, і просить Клінтона про допомогу, яку той готовий надати, але отримує наказ від Гау про підкріплення для оборони Філадельфії. В результаті, зазначив Шелберн, Бергойн опинився в оточенні і з цілою армією потрапив у полон, а Клінтон був значно послаблений. Шелберн додав: «Якщо я не почую повних і достатніх причин для цієї надзвичайної поведінки, я офіційно заявляю, що пан Гау заслуговує на те, щоб його привезли додому в кайданах. Його світлість у найсильніших словах довела погане ведення війни..» Шелберн вказав на необхідність з'ясувати, чи Гау та Клінтон порушували якісь накази, або, чи слід покласти відповідальність на міністрів. Він також зазначив, що в той час, як Бергойну були надані прямі розпорядження, Гау та Клінтону було наказано діяти на їхній розсуд. Шелберн, здається, намагався покласти відповідальність на міністрів, визнаючи, що Гау може бути притягнутий до відповідальності, якщо він не дотримувався наказів міністрів.
Інші члени Парламенту прямо покладали відповідальність за крах кампанії 1777 року на Джорджа Джермейна. 19 березня 1778 року Чарльз Фокс подав проекти резолюцій, які постановляли, що план експедиції Бергойна був погано узгоджений, що, з огляду на вжиті заходи, її успіх був неможливим, і, що інструкції, відправлені Гау щодо співпраці з Бергойном, були не такими, які були необхідні для успіху експедиції. Фокс зазначив, що слідом за цими резолюціями має йти резолюція про засудження Джермейна. Однак, за резолюцію Фокса проголосували лише 44 члена Палати громад, в той час, як проти неї — 164.
Повернувшись до Британії, Гау скоро дізнався про нарікання щодо його діяльності в Америці, і, на його переконання, ці нарікання недостатньо спростовувались. Незабаром брати Гау опинились у вирі політичних сутичок щодо війни в Америці. Лідери опозиції стверджували, що Британія не може перемогти в конфлікті з американцями, що з ними потрібно примиритись, що фактично означало визнання їхньої незалежності, і що Британія має зосередитись на небезпеці від Франції, і, можливо, Іспанії, якщо та вступить у війну. Георг ІІІ і його уряд, з іншого боку, були категорично проти визнання незалежності Америки. Їхнім ключовим аргументом було те, що більшість колоністів залишались лояльними Британії. Джордж Джермейн посилався на свідчення американських лоялістів у Лондоні, відповідно до яких лояльні американці були пригнобленою більшістю в колоніях, і успіх американців повстанців не відображав народної підтримки війни серед американців. Міністри шукали на кого покласти відповідальність за провали війни, і так, брати Гау стали центром уваги.
4 грудня 1778 року Вільям Гау виступив із промовою в Парламенті, в якій вказав, що його відставка була пов'язана «із повним ігноруванням його думки». Він також стверджував, що Джермейн недобре до нього ставився, і часто не надавав йому чітких наказів. Крім того, Гау прямо заявив, що успішне ведення війни в Америці під керівництвом Джермейна було неможливим. Зрештою Гау висловився, що потрібно було провести парламентське розслідування щодо загального ведення війни в Америці. У відповідь Джермейн заявив, що він «жодного разу не оминув підтримати, з усім своїм впливом, кожен проєкт та кожну рекомендацію, надіслані генералом». Щодо відсутності чітких наказів, Джермейн зазначив, що в деяких випадках, несприятливі обставини не дозволяли видати такі накази, і, що, оскільки, неможливо було посилати накази через Атлантику кожного дня, генерал мав покладатись на свій розсуд.
Парламентські дебати щодо війни в Америці продовжились у 1779 році. Лорд Шелберн стверджував, що катастрофічні дії генерала Бергойна в пущах Нью-Йорка були помилкою з самого початку, і він поклав за це провину прямо на Джермейна. Канадська армія, стверджував Шелберн, повинна була приєднатися до армії Гау морським шляхом. Губернатор Британської Західної Флориди Джордж Джонстон заявив, що саме експедиція Гау до Пенсільванії безпосередньо призвела до «знищення армії генерала Бергойна». Вільям Гау відповів, що вірить у те, що губернатор Джонстон проголосує за повне парламентське розслідування.
Перед великодніми канікулами 1779 року Парламент задовольнив клопотання про те, щоб листування між Гау та Джермейном між серпнем 1775 та травнем 1778 було надано Палаті громад. Гау провів великодні канікули, працюючи над своєю промовою. 22 квітня 1779 року Гау виступив у Палаті громад з довгою промовою. Він торкнувся усіх своїх суперечливих дій в Америці на посаді головнокомандувача: зупинки військ на Лонг-Айленді; невдалої атаки позицій американців на Вайт-Плейнс; розгрому гессенців в Трентоні; складної комунікації між ним і Джермейном під час набирання обертів кампанії 1777 року; рішення висадити свої сили в Чесапікській затоці, а не на річці Делавер; виснажливої філадельфійської кампанії. У промові, він також стверджував, що його роль мирного комісара не суперечила його діям як головнокомандувача.
У пресі добре сприйняли промову Гау. Уряд Норта волів, щоб на цьому парламентське розслідування завершилось, і було постановлено не проводити формального парламентського розслідування. Однак 3 травня 1779 Джордж Джермейн виступив у Парламенті з промовою, в якій критикував Гау за його філадельфійську кампанію, зазначивши, що в того пішов місяць, щоб морем дістатись до Пенсільванії, і що коли кампанія почалась, був вже час думати про зимову перерву в військових операціях. Парламент знов почав розслідування.
Протягом травня та червня 1779 року Парламент заслуховував свідчення, які, як пише Флейвелл, лише ускладнили картину. Зокрема, було заслухано свідчення Чарльза Корнволліса, який сказав, що буде відповідати тільки щодо фактів, і не відповідатиме на питання, які потребують його особистої думки. Так, він відмовився відповісти на питання Гау, що до того, чи було б розумним атакувати американські позиції в Брукліні після лонг-айлендської битви, вказавши, що це стосується особистої думки, а не фактів. Чарльз Ґрей також був одним із свідків, який висловив підтримку рішенням Гау. Армійський інженер Джон Монтресор засвідчив, що американські позиції в Брукліні були добре укріпленими. Капітан Ендрю Гамонд стверджував, що намагався відмовити братів Гау від входження до Пенсільванії через Чесапікську затоку. Джермейн стверджував, що чисельність британської армії в Америці була достатньою, щоб завершити повстання. На боці Джермейна свідчив лояліст Джозеф Ґеллоуей.
Парламентське розслідування завершилось 29 червня 1779 року, однак за його результатами не було прийнято жодної резолюції. Капітан Ендрю Гамонд, приватно стверджував, що розслідування «. . . виявилося таким самим, якими зазвичай бувають речі такого роду, коли люди визначилися зі своєю думкою». На останній сесії парламентського розслідування брати Гау вимагали, щоб міністри оголосили їх непридатними служити своїй країні, якщо мають якісь підстави для цього. Урядове керівництво відповіло, що жодних звинувачень проти Гау не було висунуто, і до них залишається довіра щодо майбутньої служби.

### «Памфлетна війна»
Спори щодо періоду командування Гау не вщухли із завершенням парламентського розслідування. Спалахнула так звана «памфлетна війна», в якій обидві сторони публікували звинувачення та відповіді на звинувачення. Головними серед памфлетистів, що звинувачували Гау в невдачах в Америці, були Ізраель Модіт, якому, як завжди вважав Гау, платив Джермейн, і лояліст Джозеф Ґеллоуей.

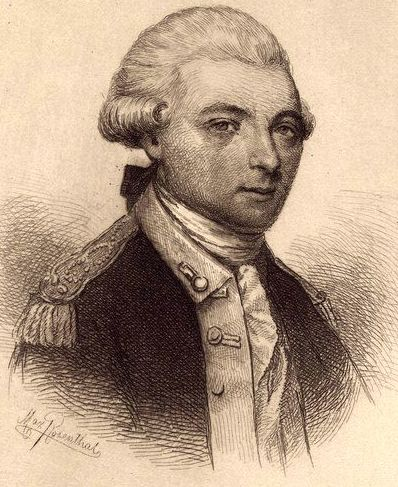
Лояліст Джозеф Ґеллоуей

Памфлети із критикою Гау публікувались ще до парламентського розслідування та краху саратозької кампанії. У 1776 році у виданні London Gazette був опублікований памфлет «Спостереження щодо поведінки сера В-ма Г-у на Вайт-Плейнс» (англ. Observations upon the Conduct of Sir W-me H-e at the White Plains), авторство якого приписують Ізраелю Модіту. Автор памфлету натякає на те, що Гау міг відрізати шляхи відступу армії Вашингтона з Вайт-Плейнс, якби флот висадився у Нью-Рошеллі та між Нью-Рошеллю та рікою Норт-рівер був би виставлений британський пост. У тому році та у тому ж виданні був опублікований памфлет Модіта «Зауваження до розповіді генерала Гау про його дії на Лонг-Айленді» (англ. Remarks upon Gen. Howe's account of his proceedings on Long-Island) та перевиданий у 1778 році. У цьому памфлеті де схвалюється діяльність Джермейна та критикуються дії Гау, а саме, те, що він не продовжив переслідування армії Вашингтона одразу після лонг-айлендської битви.
Після парламентського розслідування у 1779 році був виданий памфлет «Погляд на докази щодо ведення американської війни» (англ. A view of the evidence relative to the conduct of the American war), в якому Гау звинувачувався у поразці Бергойна, невиправданих обіцянках, і у тому, що він залишив повстання сильнішим, ніж воно було до нього. Памфлет вказував на необхідність покарати Гау: «Має існувати радикальна слабкість або в конституції держави, або в свідомості людей, якщо така провина залишилась без засудження чи покарання; і це має бути знаком швидкого наближення повного розпаду імперії: люди, які з терплячою дурістю спостерігають, як вони стають жертвами невігластва чи зради, не можуть існувати і не заслуговують на існування як нація.»
Загалом, під час «памфлетної війни» противниками Гау висувались наступні тези: більшість американців були вірними підданими Георга ІІІ, і війну ще можна було виграти, а також, що попередні кампанії провалилися через погане керівництво, професійну некомпетентність, особисту жадібність, співчуття повстанню, яке межувало зі зрадою, або лояльність до опозиційної партії в Англії. У 1780 році, можливо, тому, що це був рік виборів, Гау опублікував памфлет у відповідь своїм недоброзичливцям, який був передруком його промови в Парламенті у квітні 1779 року, до якої він додав деякі особисті коментарі та свідчення — «Розповідь генерал-лейтенанта сера Вільяма Гау» (англ. The narrative of Lieut. Gen. Sir William Howe). Однак, як зазначає Сміт, «памфлетна війна» закінчилась здебільшого безрезультатно.

### Подальше життя
У вересні 1780 року Гау програв вибори. Один з членів Парламенту так писав про ставлення до братів Гау в Ноттінгемі, представником якого в Парламенті був Вільям Гау: «Половина міста ненавидить їх за те, що вони поїхали до Америки, а інша половина — за те, що так мало там досягли». За приєднання до лав опозиції та загрозу розпаду уряду лорда Норта, він впав у немилість Георга ІІІ, і на декілька років уряд забув про Гау.
Однак після відставки уряду Норта у 1782 року, кар'єра Гау знову пішла вгору. За сприяння свого брата Річарда, якого призначили командуючим Флоту Каналу, Гау призначили генерал-лейтенантом Управління з оборони (англ. Board of Ordnance), урядовим органом, що здійснював нагляд за зберіганням на складі та постачанням засобів для збройних сил. Цю посаду Гау обіймав з 1782 до 1804 року. Крім того, в силу цієї посади Гау став членом Таємної Ради.
У 1786 році Гау став полковником 19-ого кавалерійського полку. У 1790 році, коли Британія та Іспанія сперечались за торговельні права в Тихому океані (Криза в затоці Нутка), його призначили командиром на випадок війни. Під час французьких революційних війн він отримав звання генерала і став головою Північного командування, очоливши тренування військ на півночі, а потім і на сході Англії (1793—1795).
В подальші роки Гау обіймав посади губернатора Бервік-апон-Твіду (1795—1808) і Плімута (з 1808 року до своєї смерті). Після смерті свого брата Річарда, 5 серпня 1799 року, він став п'ятим віконтом Гау і пером Ірландії. Він помер у Плімуті 12 липня 1814 року і був похований у Твікенемі 22 липня 1814 року.

## Номінації та нагороди
У жовтні 1776 року Гау нагородили званням лицаря-кавалера Ордену Лазні на визнання його перемоги на Лонг-Айленді.

## Особисте життя
Дружина Гау Френсіс, або Фанні, як її називали, тяжко переживала участь Гау в американській війні. Як пише Флейвелл, її страждання були очевидні її друзям. Фанні знепритомніла, коли почула про битву на Банкер-Гіллі. Водночас, її трохи заспокоїло призначення Гау головнокомандувачем, оскільки вона думала, що відтак він залишатиметься в безпеці. Після того, як Гау поїхав до Америки, Фанні повернулась до свого сімейного дому в Ірландії, де жила зі своїм братом та його дружиною, час від часу буваючи в Лондоні. Фанні намагалась вжитися у роль дружини головнокомандувача: вона влаштовувала сніданки для лоялістів у Лондоні та надсилала подарунки офіцерам штабу Гау.
Під час перебування Гау в Америці, він та Фанні регулярно переписувались. Одного разу вона отримала від нього листа на 20 сторінок. На Різдво 1776 року Фанні була приголомшена, дізнавшись, що Континентальний конгрес у Філадельфії «мав ласку публічно ознайомитися з листом місіс Гау до генерала, її чоловіка», ймовірно, мався на увазі лист, захоплений з поштового судна. У серпні 1776 року Гау написав дружині, що надії на мир були марними, і про цей лист писала англійська преса.
Після того, як Гау став лицарем-кавалером Ордену Лазні, Фанні стала титулованою особою, і її почали називати «леді Гау». Після отримання титулу, її також представили в королівському дворі. Після поразки Бергойна, суспільна думка в Лондоні була настільки налаштована проти Гау, що Фанні стала рідко бувати у публічних місцях. Ближе до січня 1778 року Фанні виїжджала з дому тільки вранці. Коли Гау повернувся з Америки, Фанні зустріла його з «ніжною турботою», що на думку Флейвелл, є свідченням того, що вона не вірила в історію з Елізабет Лорінґ, стосунки з якою приписували Гау.
Елізабет Лорінґ поїхала до Англії у 1778 році як біженка-лоялістка, і оселилась з дітьми в Редінзі, Беркшир. Після того, як Британія уклала мир з американцями, її чоловік також приїхав до Англії. Після смерті чоловіка Елізабет отримала державну пенсію. Відповідно до Флейвелл, не має доказів того, що в Гау та Елізабет був якійсь контакт після повернення до Англії.
У Гау та Фанні не було дітей. Гау заповів своїй дружині 36 648 фунтів стерлінгів у вигляді 3-відсоткової ренти, а також свою нерухомість та особисті речі. Фанні пережила чоловіка на 3 роки.

## Праці Гау
- «Розповідь генерал-лейтенанта сера Вільяма Гау», 1781 (англ. The narrative of Lieut. Gen. Sir William Howe)
- «Книга наказів і розпоряджень генерала сера Вільяма Гау», 1890 (англ. General Sir William Howe's Orderly book)

## Вшанування пам'яті
На честь Гау названий острів з архіпелагу Тисячі островів Гау-Айленд (англ. Howe Island) у річці Святого Лаврентія на території Канади.

## У популярній культурі
Наступні актори грали Гау в фільмах та серіалах:
- Герберт Еванс у німому американському фільмі 1916 року «Серце героя» (англ. The Heart of a Hero)[47]
- Джордж Неш у німому американському фільмі 1924 року «Дженіс Мередіт» (англ. Janice Meredith)[48]
- Гаррі Ендрюс у американському фільмі 1975 року «Валлі-Фордж» (англ. Valley Forge)[49]
- Вілфрід Гайд-Вайт у американському фільмі 1979 року «Повстанці» (англ. The Rebells)[50]
- Патрік Горґан у мінісеріалі 1984 року «Джордж Вашингтон» (англ. George Washington)[51]
- Джозеф Татнер у документальному мінісеріалі 2005 року «Завойовники» (англ. The Conquerors)[52]
- Ніколас Ґест в американському телесеріалі 2013—2017 років «Сонна лощина»[53]
- Волтер Роберт Дакворт в американському серіалі 2015 року «Легенди та брехня: патріоти» (англ. Legends & Lies: Patriots)[54]
- Джефрі Сензел у американському фільмі 2018 року «Віддати одне життя» (англ. One Life to Give)[55]
- Колін Мейс в американському документальному мінісеріалі 2020 року «Вашингтон» (англ. Washington)[56]